# Робсон, Поль
Поль Лерой Робсон (англ. Paul LeRoy Robeson; 9 апреля 1898, Принстон, Нью-Джерси, США — 23 января 1976, Филадельфия, США) — американский певец (бас), актёр театра и кино, прославившийся как своими достижениями в области культуры, так и политической активностью. С 1925 по 1961 год Робсон записал и выпустил около 276 различных песен, многие из которых были представлены в нескольких вариациях. Пел более чем на 20 языках, его репертуар охватывал многие музыкальные стили: американу, традиционную поп-музыку, классическую музыку, европейские народные песни, политические песни, поэзию и устные отрывки из пьес. В 1915 году Робсон выиграл общегосударственный академический конкурс на получение стипендии для обучения в университете Ратгерса (в то время известном как Колледж Ратгерса), где дважды входил в состав сборной США по американскому футболу среди колледжей. Почти 80 лет спустя был посмертно занесён в Зал славы студенческого футбола. Получил степень бакалавра в юридической школе Колумбийского университета, играя в Национальной футбольной лиге (NFL). В Школе восточных и африканских исследований в Лондоне в 1934 году изучал суахили, а также фонетику африканских и азиатских языков.
После окончания учёбы Робсон стал фигурой Гарлемского ренессанса, с большим успехом сыграв в спектаклях Юджина О’Нила «Император Джонс», «Крылья даны всем детям человеческим» и в мюзикле «Плавучий театр». Зарекомендовав себя как хороший актёр, в 1930 году исполнил главную роль в пьесе Шекспира «Отелло». Внимание привлекли его роли в фильмах «Плавучий театр» (1936), «Сандерс с реки»(1935) и «Гордая долина» (1940). Робсон выступал в поддержку республиканцев во время гражданской войны в Испании и стал активным членом Совета по делам Африки (САА), поддерживая борьбу африканских националистов за независимость их стран от европейского колониального господства. В США он принимал активное участие в движении за гражданские права и других движениях за социальную справедливость. Его симпатии к Советскому Союзу и коммунизму, а также критика правительства Соединённых Штатов и их внешней политики привели к тому, что он был занесён в чёрный список в эпоху Маккарти.
Во время Второй мировой войны поддерживал США и союзников. Тем не менее политическая активность Робсона привлекла внимание ФБР. После окончания Второй мировой войны САА был внесён в список подрывных организаций, а Робсона обвинили в антиамериканской деятельности и по решению Государственного департамента США лишили заграничного паспорта. Он переехал в Гарлем, где основал газету под названием «Freedom», в которой критиковалась политика Соединённых Штатов. В 1958 году по решению Верховного суда США ему выдали паспорт и разрешили передвижение между странами. В начале 1960-х годов Робсон прекратил активную публичную деятельность и провёл остаток своей жизни в Филадельфии.

## Ранние годы

### 1898—1915: Детство
«Мои предки были в числе первых, ступивших на землю Америки. Мужчин и женщин из моего рода, обращённых в рабство, привезли сюда в 1620 году».

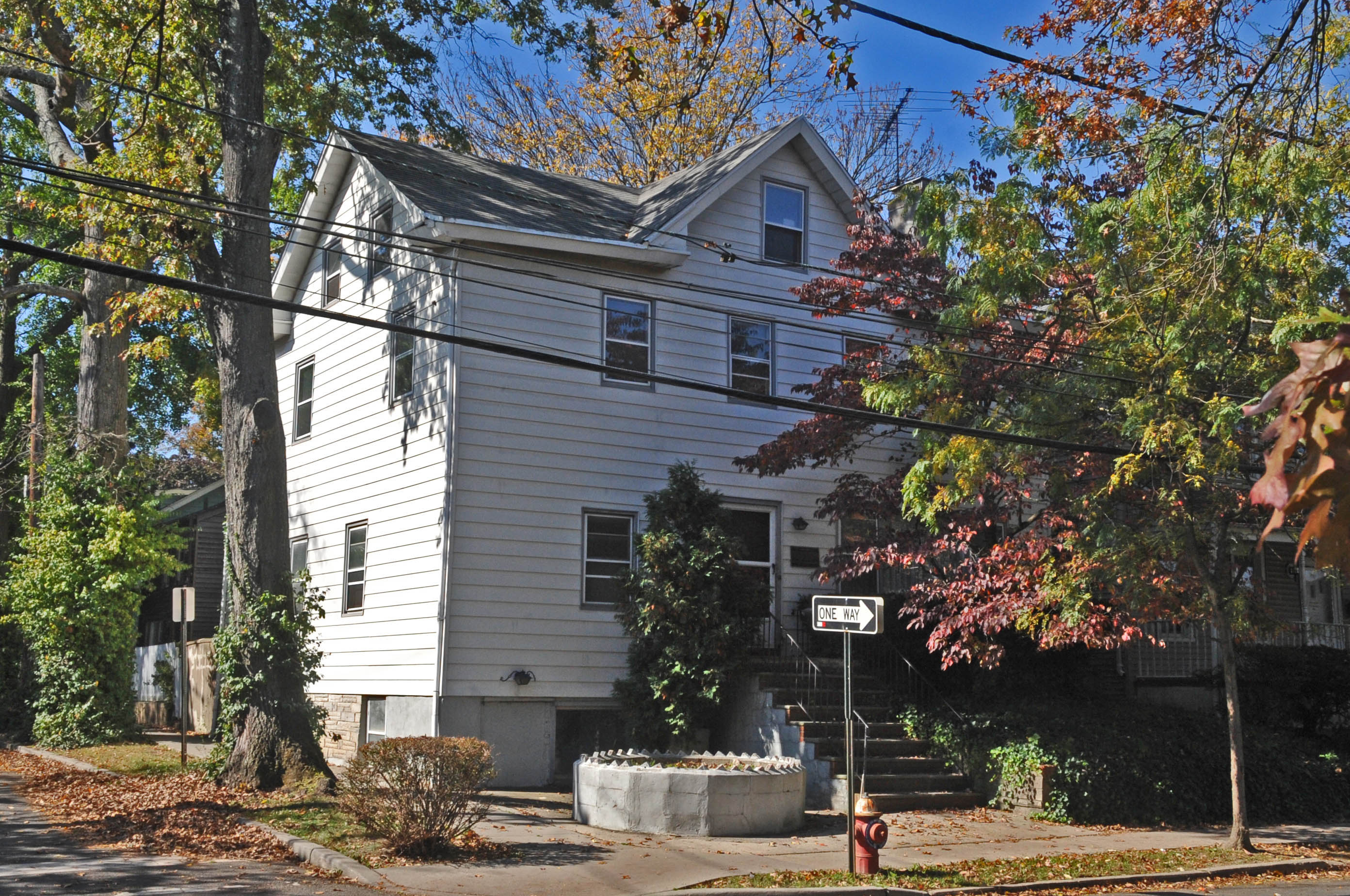
Место рождения Робсона в Принстоне

Поль Лерой Робсон родился в Принстоне, штат Нью-Джерси, в 1898 году в семье преподобного Уильяма Дрю Робсона и Марии Луизы Бастилл. Его мать Мария, была членом семьи Бастиллов, известной квакерской семьи смешанного происхождения, а именно европейского, афро-американского и индейского (делавары). Его отец Уильям родился в рабстве в 1844 году в семье игбо Бенджамина и Сабры Робсонов, и являлся потомком народов игбо. Уильям сбежал с плантации в возрасте 15 лет и в конце концов стал священником пресвитерианской церкви на Уизерспун в Принстоне в 1881 году. У Поля Робсона было три брата и одна сестра: Уильям Дрю младший (родился в 1881 году), Рив (родился примерно в 1887 году), Бен (родился примерно в 1893 году) и Мэриан (родилась примерно в 1895 году).
В 1901 году Уильям Робсон был вынужден уйти в отставку из пресвитерианской церкви, после 20 лет службы, отказавшись подчиниться давлению со стороны «белых жителей Принстона», которые заставляли его перестать «выступать против социальной несправедливости». Мать Поля Робсона умерла в 1904 году, в результате несчастного случая, получив серьёзные ожоги по всему телу. Впоследствии Уильям Робсон вместе с Беном и Полом переехал в соседний городок Уэстфилд, где устроился работать в продуктовый магазин. Жить и спать им приходилось на чердаке этого магазина.
В 1910 году Уильям Робсон переехал в Сомервилл, штат Нью-Джерси, где он возглавил собрание Африканской методистской епископальной Сионской церкви Святого Томаса. В 1912 году Поль Робсон поступил в среднюю школу Сомервилла, где выступал в пьесах «Юлий Цезарь» и «Отелло», пел в хоре, преуспел в футболе, баскетболе, бейсболе и лёгкой атлетике. Его спортивное превосходство вызывало расовые насмешки, которые он игнорировал. До окончания школы Поль Робсон выиграл общегосударственный академический конкурс на получение стипендии для обучения в университете Ратгерса (в то время известный как Колледж Ратгерса). Летом он устроился работать официантом в Наррагансетт-Пир, штат Род-Айленд, где подружился с Фрицем Поллардом, который позже стал первым афроамериканским тренером в Национальной футбольной лиге.

### 1915—1919: Колледж Ратгерса
В конце 1915 года Робсон стал единственным на тот момент афроамериканским студентом Ратгерса, и третьим за всё время существования колледжа. Когда Робсон пробовал себя в футбольной команде Rutgers Scarlet Knights, команда вела себя с ним чрезвычайно жёстко, в результате чего ему сломали нос и вывихнули плечо. Тренер Джордж Сэнфорд решил, что он справился с провокацией и принял его в команду.

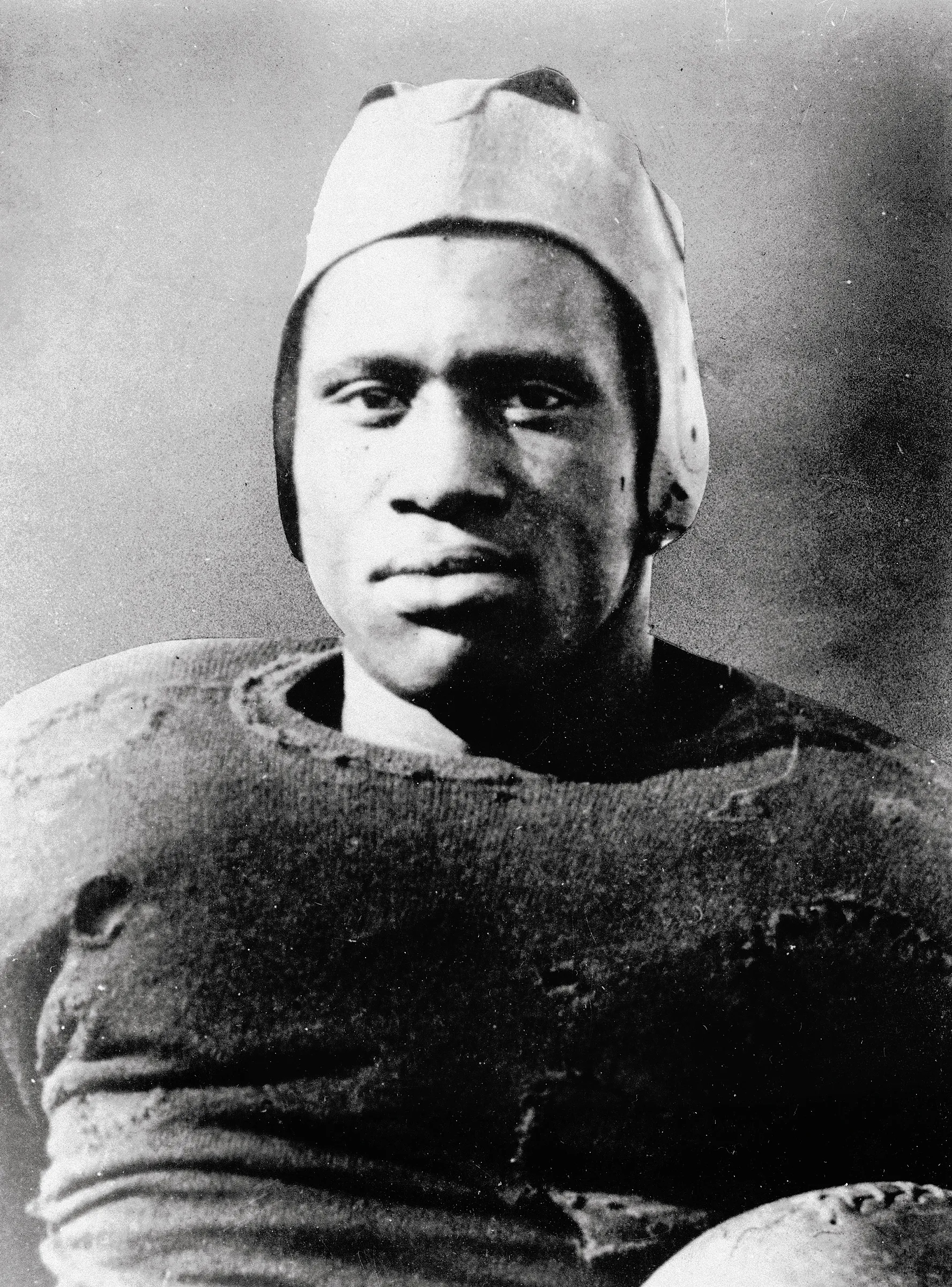
Поль Робсон в колледже Ратгерс

Обладая великолепным голосом, Робсон являлся членом дискуссионной команды университета и четыре года подряд выигрывал ораторскую премию, а также подрабатывал пением в местных клубах. В университете он иногда пел в музыкальном хоре Glee club, но не мог официально присоединиться к клубу из-за своего расового происхождения. В 1916 году университет Ратгерс праздновал своё 150-летие. Были организованы различные мероприятия, включая футбол. Во время этих игр команда противников отказывалась выйти на поле, потому что команда Scarlet Knights выставила на поле афроамериканца Робсона, и его отправили на скамью запасных.
После достижений в юношеском футболе редакторы журнала «The Crisis» написали о нём, отметив его спортивные, академические и певческие таланты. В 1917 году Уолтер Кемп включил Робсона в число лучших игроков страны.
В 1918 году отец Робсона тяжело заболел, и Поль взял на себя всю ответственность по уходу за ним. Поль Робсон считал своего отца «гордостью своего детства». Уильям Робсон умер в мае 1918 года и был похоронен рядом с Луизой Робсон. Перед смертью Поль пообещал отцу, что примет участие в предстоящем ораторском конкурсе. Через три дня после смерти отца он выступил с речью «Loyalty and the American Negro» об участии афроамериканцев в войне, и занял первое место.
Поль Робсон окончил университет с четырьмя победами в ежегодном ораторском конкурсе и с пятнадцатью грамотами в различных видах спорта. Также он дважды входил в состав сборной США по американскому футболу среди колледжей, а спустя 80 лет был посмертно занесён в Зал славы студенческого футбола. За научные достижения Робсона его приняли в общество «Phi Beta Kappa», а также в «Cap and Skull», старейшее общество в Соединённых Штатах.
29 мая 1919 года Робсон окончил колледж с отличием. Его дипломная работа была посвящена проблемам юридической гарантии полных гражданских прав всех американцев, включая афроамериканцев. На выпускной церемонии он произнёс прощальную речь, которую назвал «Новый идеализм». В своей прощальной речи он призвал своих одноклассников добиваться равенства для всех американцев. В июне 1919 года ежедневная студенческая газета The Daily Targum опубликовала полный текст прощальной речи Робсона и написала о нём четверостишие.

### 1919—1923: Юридическая школа Колумбийского университета и брак
После окончания Ратгерского колледжа Робсон поступил на юридический факультет Нью-Йоркского университета. По выходным и в свободное время подрабатывал помощником футбольного тренера в университете Линкольна, где он присоединился к братству «Alpha Phi Alpha Fraternity». Однако ему было некомфортно учиться в Нью-Йоркском университете, и в феврале 1920 года он переехал в Гарлем, где поступил в юридическую школу Колумбийского университета. Вскоре после переезда в Гарлем Робсон познакомился с Флетчером Хендерсоном, который искал вокалиста для своего ансамбля «Четыре короля гармонии». Хендерсон уже слышал о талантах Робсона, и послушав несколько песен в его исполнении, предложил ему место в квартете, на что он дал согласие.

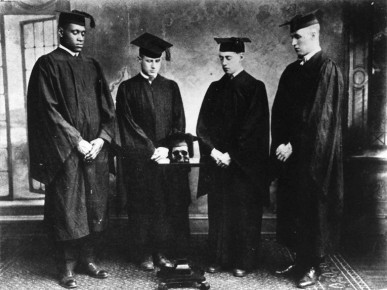
Члены общества «Cap and Skull» 1919 год (Поль Робсон крайний слева)

В конце 1920 года Робсон познакомился со своей будущей женой Эсландой Гуд. Вскоре Робсон исполнил свою первую главную роль Симона в театральной постановке Риджли Торренса «Симон Киринеянин». В августе 1921 года Поль Робсон и Эсланда Гуд поженились. Несмотря на то, что Робсон учился в юридической школе, он продолжал играть в футбол. В 1921 году Фриц Поллард нанял Робсона играть в NFL за команду «Akron Pros», а в 1922 году он сыграл свой второй и последний профессиональный футбольный сезон за «Milwaukee Badgers».
В апреле 1921 года состоялась премьера пьесы Мэри Хойт Выборг «Табу», где Робсон сыграл главную роль вместе с Маргарет Вичерли. С мая по июль 1921 года он пел в хоре в бродвейской постановке «Shuffle Along». Английская актриса Стелла Кэмпбелл заинтересовалась пьесой «Табу» после её выхода, и организовала турне с этой постановкой в Англии, изменив название на «Вуду». В 1922 году Робсон впервые приплыл в Великобританию, чтобы присоединиться к труппе. После закрытия спектакля подружился с музыкантом Лоуренсом Брауном, прежде чем вернуться в Гарлем, чтобы продолжить учёбу. В 1922 году Робсон завершил футбольную карьеру, а спустя несколько месяцев окончил юридический факультет.

## Театральный успех и идеологическая трансформация

### 1923—1927: Гарлемский ренессанс
Робсон некоторое время работал юристом в фирме «Stotesbury and Milner», но отказался от юридической карьеры из-за широко распространённого расизма. В феврале 1924 года Робсон получил главную роль в пьесе Юджина О’Нила «Крылья даны всем детям человеческим». Открытие этой пьесы было отложено из-за разногласий по поводу сюжета. Американские газеты, принадлежавшие Уильяму Рэндольфу Херсту, начали шумную кампанию против постановки пьесы. В итоге премьера состоялась в мае 1924 года в театре «Provincetown».
После этого он сыграл Брута в пьесе «Император Джонс», роль которого впервые исполнил Чарльз Сидни Гилпин. Эта роль напугала и воодушевила Робсона, поскольку это был практически 90-минутный монолог. Премьера «Императора Джонса» стала большим успехом для Робсона, и это выступление стало началом его актёрской карьеры.
Эсланда Робсон всегда поддерживала Поля, и именно она вдохновила его на первую актёрскую роль. Она уволилась с работы, стала его агентом и договорилась о его первой роли в фильме режиссёра Оскара Мишо «Тело и душа» (1925). 15 марта 1925 года Робсон выступил в качестве певца спиричуэлс на благотворительной акции в помощь матерям-одиночкам.
Также в марте 1925 года в Гарлеме Робсон случайно встретился с Лоуренсом Брауном — пианистом, получившим известность во время выступлений с певцом Роландом Хейсом. Робсон и Браун вместе спели одну из спиричуэлс «Ev’ry Time I Feel the Spirit», и после импровизированного выступления решили, что они должны организовать публичный концерт, который состоялся уже в апреле 1925 года в небольшом зале Гринвич-Виллиджа. Концерт оказался очень удачным, получив много восторженных отзывов со стороны публики, после чего «Victor Talking Machine» подписали с ними контракт на запись их песен.
Осенью 1925 года Поль и Эсланда отправились в Лондон на возрождение пьесы «Император Джонс», а затем провели остаток осени в отпуске на Французской Ривьере, где общались с Гертрудой Стайн и Клодом Маккеем.
Робсон и Браун провели серию концертных туров по Америке с января 1926 года по май 1927 года. Во время перерыва в Нью-Йорке Поль узнал о беременности Эсланды. Поль Робсон младший родился в ноябре 1927 года в Нью-Йорке, в то время, когда Робсон старший и Браун гастролировали по Европе.

### 1928—1932: «Плавучий театр», «Отелло» и трудности в браке
В 1928 году Робсон сыграл Джо в лондонской постановке американского мюзикла «Плавучий театр» в театре Друри-Лейн. Песня «Ol’ Man River», написанная Джеромом Керном, принесла Робсону ошеломительный успех и всемирную известность. Некоторые афроамериканские критики были недовольны пьесой из-за использования в ней слова «негр». Когда Робсона вызывали для выступления в Букингемском дворце, он подружился с депутатами из палаты общин.
«После нескольких поездок за границу я решил остаться в Европе и поселиться в Лондоне. Причина была та же самая, которая в течение многих лет побуждала миллионы негров переселяться с юга США в другие районы страны».
Робсоны купили себе дом в Хампстеде. Поль размышлял о своей жизни в своём дневнике и писал, что всё это было частью «высшего плана», и что «Бог наблюдает за мной и направляет меня. Он со мной и позволяет мне сражаться в моих собственных битвах, и надеется, что я выиграю». Однажды во время гастролей в Лондоне Поля и Эсланду пригласили на ужин в ресторан отеля «Savoy». Однако владелец отеля наотрез отказался впустить супругов. После этого Робсон написал письмо, где потребовал объяснений случившегося от владельца отеля. 22 октября друзья Поля собрали пресс-конференцию, где было зачитано его письмо, а на следующий день опубликовано в лондонских газетах. Этот случай ошеломил Робсонов и побудил всерьёз включиться в общественную борьбу против расизма.
В 1930 году Эсланда и Поль снялись в немом швейцарском фильме «Граница». Затем Робсон вернулся в Лондон, чтобы сыграть Отелло вместе с Пегги Эшкрофт в роли Дездемоны. Робсон был первым чернокожим актёром, сыгравшим Отелло в Британии после Айры Олдриджа. Большинство отзывов о его работе были очень позитивными, но несколько критиков указали на отсутствие «большого стиля» и «высокого уровня качества», необходимых для шекспировской роли.
После выхода спектакля Эсланда Робсон узнала об изменах мужа с Пегги Эшкрофт и актрисой Иоландой Джексон. Поль Робсон просил развода, но Эсланда ему отказала. На некоторое время они расстались. Бывший футбольный тренер Робсона Фостер Сэнфорд предупредил Поля, что развод с Эсландой и женитьба на белой женщине нанесут непоправимый урон его репутации и наверняка будут стоить ему любви его собственного народа. Робсон вернулся на Бродвей в роли Джо в возрождении «Плавучего театра» 1932 года, получив признание критиков и публики. Позже колледж Ратгерса присудил Робсону почётную степень доктора наук. Связи Робсона с другими женщинами закончились в 1932 году, после чего Поль и Эсланда помирились, хотя их отношения были навсегда испорчены.

### 1933—1937: Идеологическое пробуждение
Летом 1933 года Робсон приехал в Нью-Йорк, чтобы сняться в фильме Дадли Мерфи по рассказу Юджина О’Нила «Император Джонс». Его актёрская игра была хорошо принята рецензентами. На съёмочной площадке он отвергал любое пренебрежение к своему достоинству, несмотря на широко распространённую расовую сегрегацию в США. Вернувшись в Англию, Робсон опубликовал статью «Негритянская культура», в которой написал, что мечтает «выявить все таланты, свойственные негритянскому народу, и повести его к более высокой степени совершенства по пути его естественного исторического развития».
В начале 1934 года Робсон поступил в Школу восточных и африканских исследований (SOAS), входящую в состав Лондонского университета, где изучал суахили, а также фонетику африканских и азиатских языков.

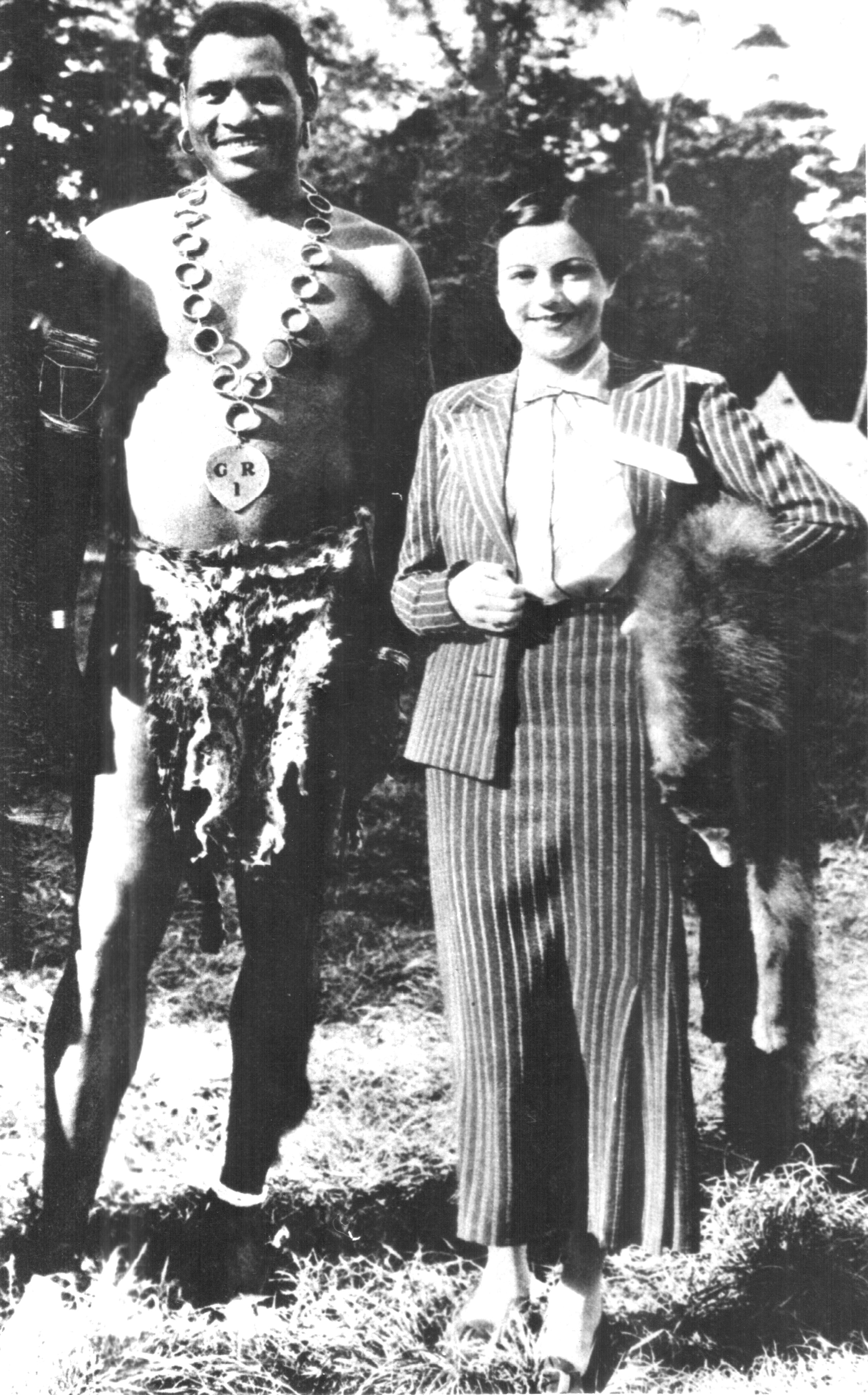
Робсон и актриса Ирен Агай на съёмках «Сандерс с реки», Лондон, 1934 год

В конце 1934 года Робсон получил письмо от Сергея Эйзенштейна, который пригласил его в Советский Союз для съёмок в фильме «Ваше чёрное величество», но съёмки не состоялись. Остановившись в Берлине, Робсон узнал о расизме в нацистской Германии и по прибытии в Москву сказал: «Здесь я впервые в жизни не негр, а человек. Вы не можете себе представить, что это значит для меня, как для негра».
В 1935 году он исполнил роль Босамбо в фильме «Сандерс с реки», который, как он чувствовал, передавал реалистичный взгляд на колониальную африканскую культуру. «Сандерс с реки» сделал Робсона международной кинозвездой, но подорвал его репутацию среди африканских рабочих и студентов, живших в Англии. Африканцы, назвав фильм Корды «оскорбительным для всех темнокожих», обвинили Робсона в создании клеветнического образа, раболепствующего перед белыми. Впоследствии он стал более продуманно подходить к выбору своих ролей.
В мае 1935 года Робсон сыграл в спектакле «Stevedore» в Посольском театре в Лондоне. Спектакль был положительно оценён журналом «The Crisis», в котором написали: «„Stevedore“ чрезвычайно ценен в расово-социальном вопросе». В начале 1936 года Робсон решил отправить сына в школу в Советский Союз, чтобы защитить его от расистских взглядов. Затем Робсон сыграл роль Туссена-Лувертюра в одноимённой пьесе Джеймса Сирила в Вестминстерском театре, и снялся в фильмах «Песнь о свободе» (1936), «Плавучий театр» (1936), «Моя песня идёт вперед» (1936), «Копи царя Соломона» (1937), а также стал рассказчиком документального фильма «Большая шишка» (1937). В 1938 году американский журнал «Motion Picture Herald» назвал Робсона 10-й по популярности звездой британского кинематографа.

### 1937—1939: Гражданская война в Испании и политическая активность
Робсон считал, что борьба с фашизмом во время гражданской войны в Испании стала поворотным моментом в его жизни и превратила его в политического активиста.
В 1937 году Робсон использовал свои концертные выступления для защиты интересов и помощи республиканцам, отправляя сборы с концертов в фонд помощи. Робсон навсегда изменил слова в песне «Ol 'Man River», напевая слово «darkies» (темнокожие) вместо «niggers» (негры), а также заменив в последнем куплете строки «Я устал пытаться, я устал жить» на свой собственный вдохновляющий стих: «Я продолжаю смеяться, вместо того, чтобы плакать. Я должен продолжать сражаться, пока я не умру». В результате песня превратилась из трагической «песни смирения» в боевой гимн непоколебимого неповиновения. В Уэльсе Робсон почтил память валлийцев, убитых во время борьбы за республиканцев. Там он записал послание, впоследствии ставшее его эпитафией:
Артист должен сделать выбор между борьбой за свободу и рабством. Я сделал свой выбор. Иного пути у меня нет.
В 1938 году по приглашению Джона Б. С. Холдейна Робсон отправился в Испанию, где посещал госпитали Беникасим и пел раненым солдатам. После поездки в Испанию Робсона поглотила идея создания художественного фильма, повествующего о подвигах бойцов интернациональных бригад, он намеревался воплотить образ одного из командиров бригад Линкольна — Оливера Лоу. Вернувшись в Англию, он познакомился с Джавахарлалом Неру, лидером левого крыла индийского национально-освободительного движения и председателем Индийского национального конгресса. 27 июня 1938 года Робсон пел на приёме в Кингсуэй-холле, который был организован демократической общественностью Великобритании в честь Джавахарлала Неру. В соответствии со своими новыми убеждениями Робсон выбрал для своего следующего выступления на сцене театра «Юнити» постановку «Растения под солнцем». Вместе с Максом Йерганом и Советом по делам Африки (САА) он стал сторонником стремления африканских националистов к политической независимости.

## Вторая мировая война, «Отелло» на Бродвее, политическая активность и маккартизм

### 1939—1945: Вторая мировая война и «Отелло» на Бродвее

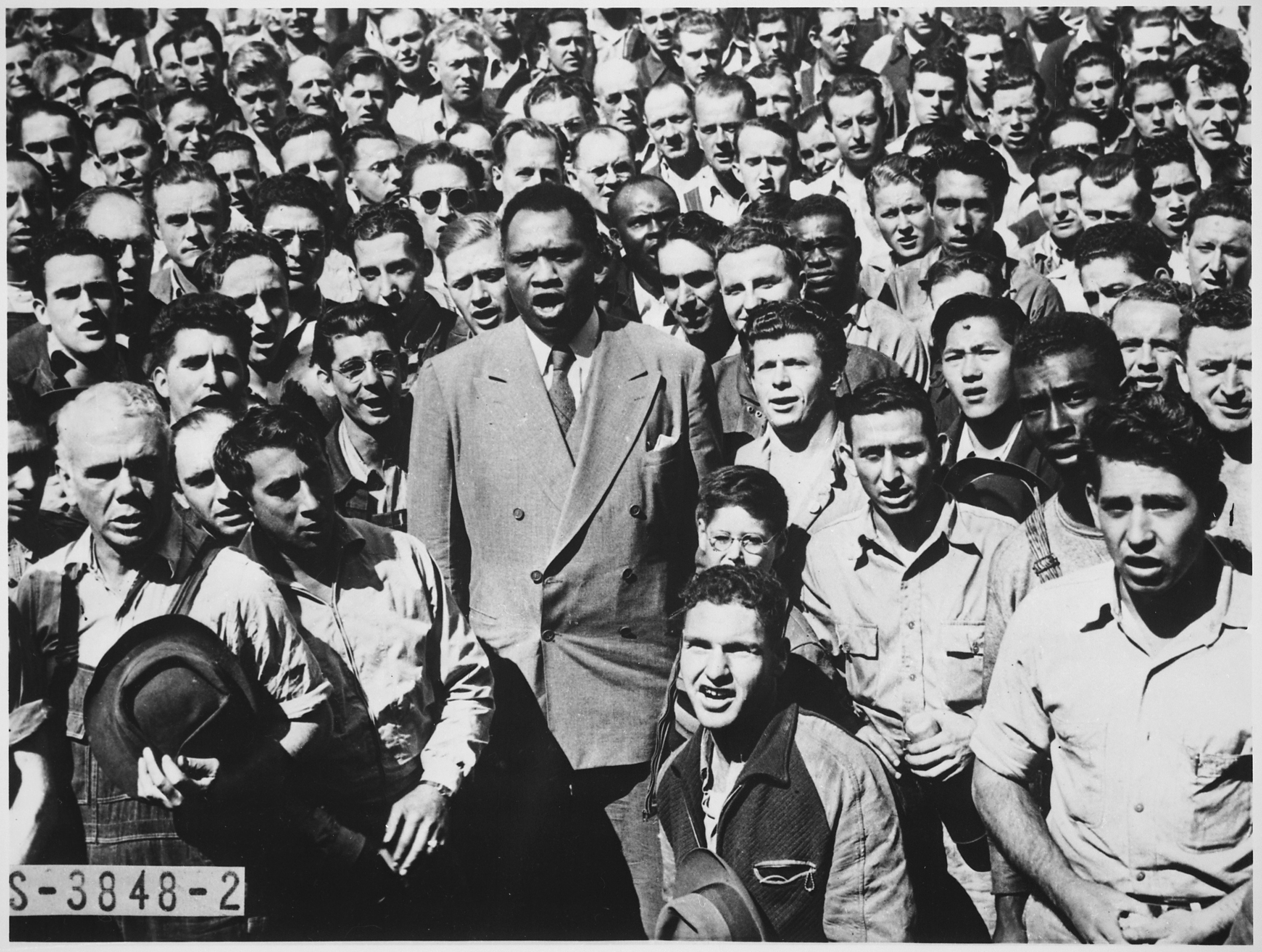
Поль Робсон исполняющий песню Star Spangled перед рабочими на верфи Мура в Окленде

Последним британским фильмом Робсона стала «Гордая долина» (1940), съёмки которого происходили в Уэльсе. В 1940 году, после начала Второй мировой войны, Робсон и его семья вернулись в Соединённые Штаты, поселившись в Энфилде (штат Коннектикут). Во время войны такие визиты, как визит Поля Робсона, имели решающее значение для поддержания высокого морального духа среди рабочих. Как Робсон сказал для газеты «Oakland Tribune», после своего появления на верфи Мура: «это серьёзная работа, победа в этой войне против фашистов. Мы должны быть вместе». В 1940 году популярный журнал «Collier’s» назвал Поля Робсона «артистом номер один в Америке», с исполненной песней «Баллада для американцев» для радио-канала CBS. В июле 1940 года был организован концерт Робсона в сопровождении филармонического оркестра в Голливуд-боул, но ни один крупный отель Лос-Анджелеса не стал размещать его у себя. В конце концов отель «Beverly Wilshire» согласился разместить певца, но по непомерно высокой на тот момент цене в 100 долларов за ночь и только в том случае, если он зарегистрируется под вымышленным именем. Будучи широко известным, Робсон принял эти условия, но затем каждый день демонстративно сидел в холле отеля. Вскоре отели Лос-Анджелеса сняли ограничения для афроамериканских гостей.

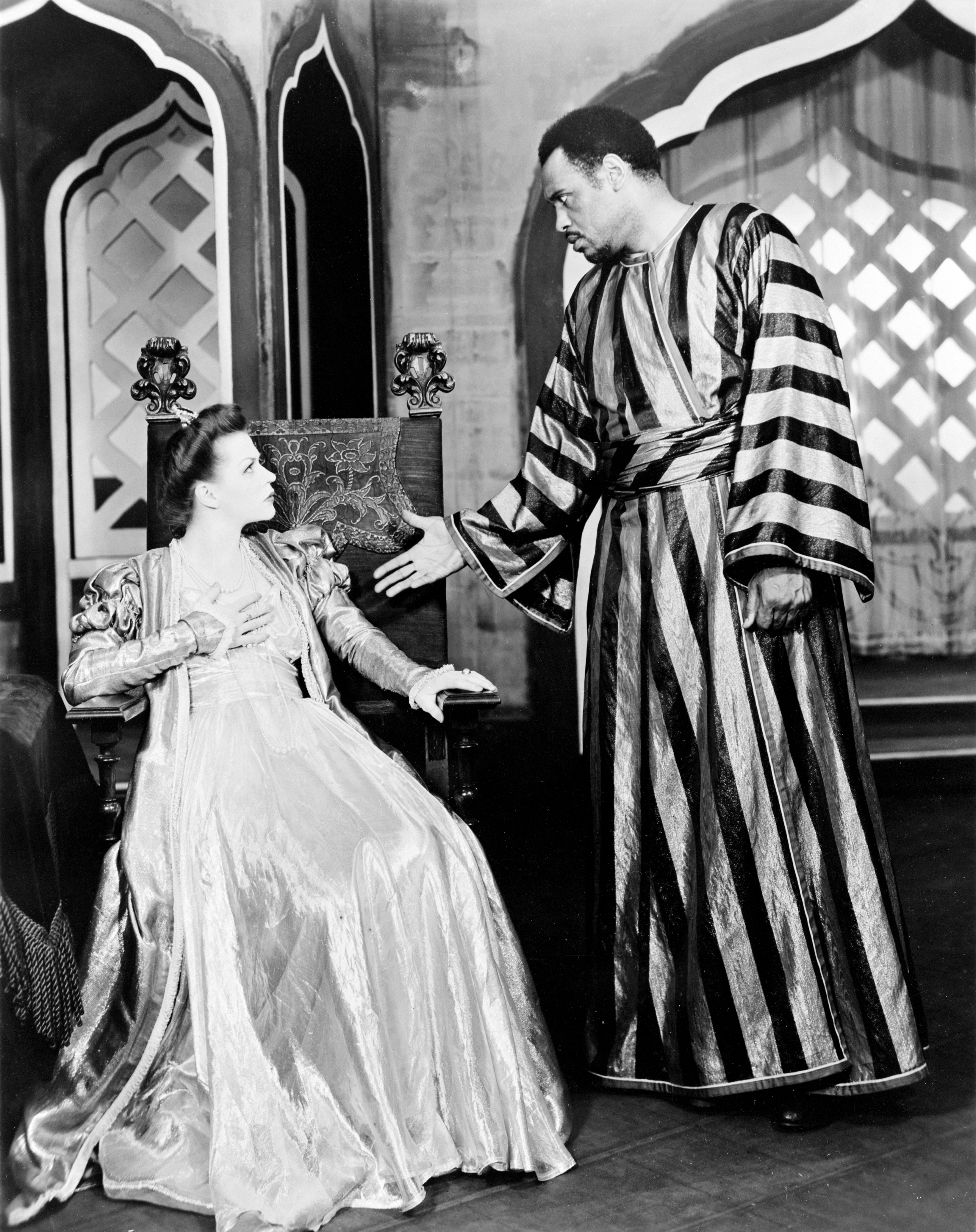
Поль Робсон с Утой Хаген в постановке «Отелло» (1943—1944)

В 1942 году Робсон стал рассказчиком политического документального фильма «Родная земля» (1942), разоблачавшего нарушения гражданских прав в Америке. ФБР сочло фильм коммунистической пропагандой. Не являясь членом коммунистической партии, в те годы Робсон называл себя «беспартийным антифашистом». Он никогда не скрывал, что на формирование его политических взглядов оказывали существенное влияние близкие друзья и коммунисты — Уильям Паттерсон и Бенджамин Дэвис. После появления в постановке «Сказки Манхэттена» (1942), которую Робсон считал «очень оскорбительной для своего народа», объявил, что больше не будет сниматься в фильмах из-за унизительных ролей, доступных чернокожим.
В 1943 году Поль Робсон повторил роль Отелло, премьера которого состоялась в театре Шуберт, и стал первым афроамериканцем, сыгравшим эту роль на Бродвее. В ноябре 1943 года Робсон выступил перед судьёй Маунтином Лэндисом, с неудачной попыткой убедить его принять афроамериканских игроков в Главную лигу бейсбола. Робсон гастролировал по Северной Америке с «Отелло» до 1945 года. После Второй мировой войны Поль вместе с Советом по делам Африки (САА) надеялись, что западные державы, принявшие новые резолюции по вопросу о колониализме, будут поощрять независимость третьего мира под опекой ООН. К разочарованию САА, Соединённые Штаты внесли ряд предложений, которые не устанавливали чётких ограничений на продолжительность колониалистской оккупации, и не предусматривали никаких шагов в направлении того, чтобы позволить территориальным владениям получить самоуправление.
В период японо-китайской войны Робсон также проникся симпатией к Китайской Республике. В 1940 году китайский прогрессивный активист Лю Лянмо научил Робсона патриотической песне «Восстань!» («Chee Lai!»), известной как Марш добровольцев. В начале 1941 года Робсон впервые представил эту песню на концерте на стадионе Льюисона в Нью-Йорке и записал её на английском и китайском языках для Keynote Records. После 1949 года эта песня стала Национальным гимном вновь созданной Китайской Народной Республики. Автор песни Тянь Хань умер в пекинской тюрьме в 1968 году, но Робсон продолжал посылать гонорары за исполнение песни его семье. 24 апреля 1941 года он выступил на благотворительном концерте для Совета помощи Китаю на арене Улайн.

### 1946—1949: Список подрывных организаций
После линчевания четверых афроамериканцев 25 июля 1946 года Робсон встретился с президентом Трумэном и обратился к нему со словами: «либо правительство примет меры против линчевания негров, либо это сделают сами негры». Трумэн немедленно прекратил встречу и заявил, что сейчас не время предлагать закон о борьбе с линчеванием. В 1946 году Робсон организовал Американский крестовый поход против линчевания. 23 сентября 1946 года Робсон вместе с Уильямом Дюбуа и юристом Бартли Крамом официально основали эту организацию в годовщину подписания Прокламации об освобождении рабов.
Поль Робсон, поддерживая профсоюзного активиста Ревелса Кейтона, считал что профсоюзное движение имеет решающее значение для гражданских прав, и это стало основой его политических убеждений. В 1946 году Робсон был вызван в комитет Тенни по расследованию антиамериканской деятельности, где отвечал на вопросы о своей принадлежности к Коммунистической партии США, в которой он не состоял. Тем не менее, две организации, с которыми он был тесно связан, Конгресс гражданских прав (CRC) и Совет по делам Африки (CAA) были включены в список подрывных организаций(AGLOSO).

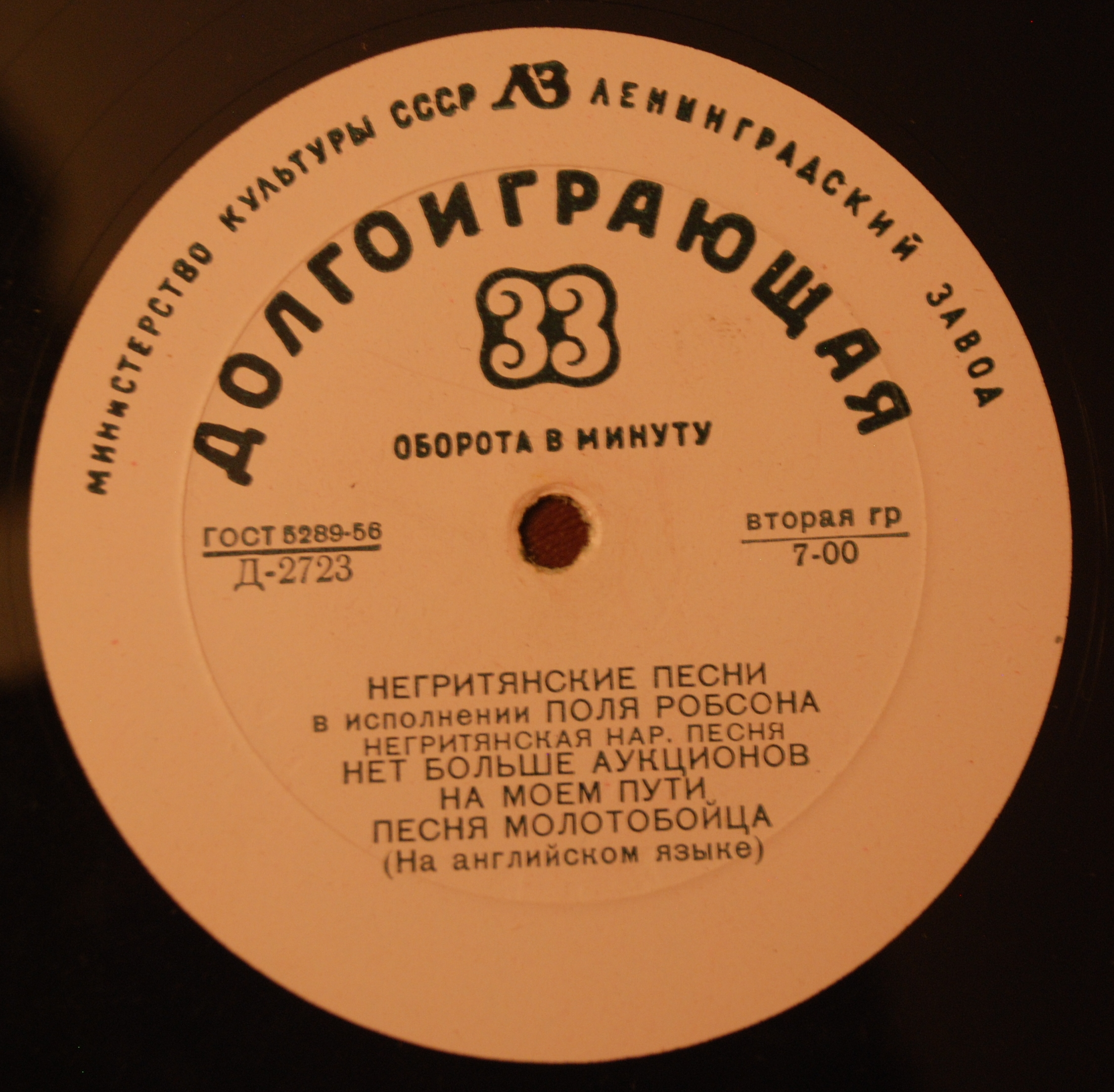
Пластинка Поля Робсона, изданная Министерством культуры СССР

В 1947 году Робсон оставил профессиональную сцену, чтобы полностью посвятить себя борьбе за гражданские права и справедливость.
В декабре 1947 года Генри Уоллес выдвинул свою кандидатуру на пост президента США. Робсон стал одним из пяти сопредседателей национального комитета Уоллеса и полностью посвятил себя предвыборной кампании Прогрессивной партии. Вскоре после этого он начал получать угрозы от Ку-клукс-клана. Рискуя собственной жизнью, отправился на юг, чтобы вести кампанию за Уоллеса.
«Пройденный мной путь был долгим и нелёгким, я никогда не соглашался с ролью униженного, униженного только потому, что принадлежу к другой расе и у меня другой цвет кожи. И никогда не соглашусь с этим! Это во многом объясняет мою жизнь».
В мае 1948 года Робсона вызвали в Комитет Сената США по судебной власти, где он отказался отвечать на вопрос о принадлежности к Коммунистической партии, заявив: «некоторые из самых выдающихся американцев собираются сесть в тюрьму за то, что не ответили на этот вопрос, и я присоединюсь к ним, если потребуется».
В следующем году Робсон был вынужден отправиться в турне за границу, потому что его концертные выступления в США отменили по указанию ФБР. По приезде в Москву Робсон попытался найти Ицика Фефера. Он сообщил советским властям, что хочет его видеть. Не желая терять Робсона как пропагандиста Советского Союза, Фефера доставили из тюрьмы в гостиницу «Москва», где остановился Робсон. Фефер жестами и записками сообщил Робсону, что Михоэлса убили, и он сам будет вскоре казнён.
12 января 1949 года начался суд над двенадцатью руководителями компартии США, «обвинёнными в деятельности с целью насильственного свержения правительства США», который продлился 9 месяцев. 20 сентября Робсон пришёл на заседание суда с намерением выступить в защиту подсудимых, но судья отказал ему в этом.
20 апреля 1949 года Робсон выступил с речью на Всемирном совете мира, в которой заявил: «немыслимо, что американские негры пойдут на войну за тех, кто угнетал нас на протяжении многих поколений, против страны (Советского Союза), которая за одно поколение возвысила наш народ до полного достоинства человечества». Это заявление было сильно искажено в Соединённых Штатах и вызвало бурю в СМИ, сделав Робсона врагом Америки.
27 августа 1949 года в городе Пикскилл, в котором должен был состояться концерт Поля Робсона, начались расовые беспорядки. Члены организации Ку-клукс-клана в течение трёх часов избивали дубинками и кастетами собравшихся на концерт людей. Жгли скамейки и стулья, опрокидывали автобусы и автомобили. Друзья успели предупредить Поля о происходящем, прежде чем он приехал. Робсон немедленно собрал пресс-конференцию, на которой назвал происходящее «террором в национальном масштабе» против прогрессивно настроенных американцев. Концерт состоялся 4 сентября, после чего все автобусы и машины были закиданы камнями и булыжниками.

### 1950—1955: Занесение в чёрный список
В 1950 году в книге рецензируемой как «наиболее полный отчёт о студенческом футболе», не было указано, что Робсон когда-либо играл за команду Ратгерса. Несколько месяцев спустя телеканал NBC отменил выступление Робсона в телевизионной программе Элеоноры Рузвельт. Летом 1950 года Госдепартамент США лишил Робсона заграничного паспорта, выданный ему ещё в 1922 году. Адвокаты Робсона получили разъяснение, что «поездка Поля Робсона за границу в данный момент противоречила бы коренным интересам Соединённых Штатов».
В 1950 году Робсон совместно с Уильямом Дюбуа основал ежемесячную газету «Freedom», демонстрирующую его политические взгляды и взгляды его окружения. В большинстве номеров на первой полосе находилась колонка Робсона. В последних номерах периода с июля по август 1955 года в колонке без подписи на первой полосе газеты описывалась борьба Робсона за восстановление паспорта.
В ноябре 1951 года в журнале «The Crisis» появилась статья «Поль Робсон — заблудший пастырь». Автор статьи уверял, что именно в его статье даётся «чёткое и серьёзное разъяснение» почему власти лишили Робсона паспорта: «Робсон прежде всего пропагандист коммунистических идей, а уже потом певец». Государственный департамент США организовали распространение статьи в Африке, чтобы опорочить репутацию Робсона, и снизить его популярность в колониальных странах.
17 декабря 1951 года Робсон подал петицию в ООН против линчевания под названием «Мы обвиняем в геноциде». В документе утверждалось, что федеральное правительство Соединённых Штатов, не приняв мер против линчевания в Штатах, «виновно в геноциде» в соответствии со статьёй II Конвенции ООН о геноциде.
22 декабря 1952 года Робсон был удостоен Международной Сталинской премии «За укрепление мира между народами». Не имея возможности поехать в Москву, он принял награду в Нью-Йорке. В апреле 1953 года, вскоре после смерти Сталина, Робсон написал «Тебе, мой любимый товарищ», восхваляя Сталина как преданного делу проводника мира: «Благодаря своей глубокой человечности, своим мудрым пониманием он оставляет нам богатое и монументальное наследие». По его мнению, Советский Союз был гарантом политического равновесия в мире.
В мае 1952 года, несмотря на запрет, Робсон выступил на проходившем митинге профсоюзов США и Канады, организованный в арке мира, на границе между Канадой и США. Он вернулся, чтобы дать второй концерт в арке Мира в 1953 году.

### 1956—1957: Конец маккартизма
В 1956 году Робсон был вызван комиссией по расследованию антиамериканской деятельности после того, как он отказался подписать письменные показания, подтверждающие, что он не являлся коммунистом. В своих показаниях он сослался на пятую поправку и отказался раскрыть свою политическую принадлежность. Когда его спросили, почему он не остался в Советском Союзе из-за его близости к его политической идеологии, он ответил: «потому что мой отец был рабом, и мой народ умер, чтобы строить Соединённые Штаты, и я собираюсь остаться здесь, и буду частью этого, и никакие фашистски-настроенные люди не прогонят меня отсюда!». На этом слушании Робсон заявил: «Неважно, коммунист я или нет. Вопрос в том, могут ли американские граждане, независимо от их политических убеждений или симпатий, пользоваться своими конституционными правами». Из-за реакции на политические взгляды Робсона его записи и фильмы были удалены из публичного распространения, и он был повсеместно осуждён в прессе США. В разгар холодной войны в Соединённых Штатах становилось всё труднее услышать Робсона по коммерческому радио, купить его музыку или посмотреть с ним фильмы.
В 1956 году в Великобритании компания Topic Records выпустила сингл Робсона «Джо Хилл», написанный Альфредом Хейсом и Эрлом Робинсоном. Джо Хилл был активистом рабочего движения в начале 20-го века, а песня «Джо Хилл» в исполнении Робсона, на основе опроса проведённого радиопрограммой BBC Desert Island Discs, является третьей по счёту любимой песней политиков Британской лейбористской партии.
Осуждение сталинизма Никитой Хрущёвым на XX съезде КПСС в 1956 году заставило Робсона замолчать о Сталине, хотя он продолжал восхвалять Советский Союз. В том же году Робсон вместе с близким другом Уильямом Дюбуа сравнили Венгерское восстание с «такими же людьми, которые свергли испанское республиканское правительство» и поддержали советское вторжение и подавление восстания.
В 1957 году, всё ещё не имея возможности принимать приглашения выступать за границей, Поль Робсон спел для зрителей в Лондоне и Уэльсе по трансатлантическому телефонному кабелю TAT-1: «Мы должны на горьком опыте узнать, что есть другой способ петь».

## Более поздние годы

### 1958—1960: Получение паспорта и турне по странам
В 1958 году была опубликована автобиографическая книга Поля Робсона «На том я стою». Книга была издана и имела большой успех в Лондоне, Бухаресте, Берлине и Москве. В Советском Союзе перевод и выпуск «На том я стою» тиражом в сто тысяч экземпляров осуществило издательство ЦК ВЛКСМ «Молодая гвардия». 26 июня 1958 года по решению Верховного суда США после дела «Кент против Даллеса», ему выдали паспорт, и разрешили передвижение между странами.
В 1958 году Робсон отправился в мировое турне и первым делом полетел в Великобританию, пробыв там целый месяц. 15 августа 1958 года Робсон прилетел в Москву, а через два дня прошёл его концерт на стадионе «Лужники», где он исполнял как афроамериканские песни, так и русские народные. 11 октября 1959 года Робсон выступил в соборе Святого Павла, став первым чернокожим исполнителем, спевшим там. Во время поездки в Москву Робсон переживал приступы головокружения и проблемы с сердцем, и его госпитализировали на два месяца, а в это время Эсланде Робсон поставили диагноз операбельного рака. Полю поставили атеросклероз с нарушением кровообращения в сосудах головного мозга. Он выздоровел и вернулся в Великобританию, чтобы посетить фестиваль «Национальный эйстетвод Уэльса».
Весной 1959 года Робсон сыграл в постановке Тони Ричардсона «Отелло» вместе с Королевской шекспировской труппой в Стратфорд-апон-Эйвон, где подружился с Эндрю Фолдсом. В 1960 году Робсон провёл своё последнее выступление в Великобритании, чтобы собрать деньги для движения за колониальную свободу. В октябре 1960 года Поль Робсон вместе со своей женой Эсландой отправились в двухмесячный концертный тур по Австралии и Новой Зеландии, в основном, чтобы заработать денег, потерянных за 1950-е годы. Находясь в Сиднее, Робсон стал первым крупным артистом, выступившим на строительной площадке будущего Сиднейского оперного театра. После выступления в «Brisbane Festival Hall» они отправились в Окленд, где Робсон осудил неравенство маори и попытки очернить их культуру. Там он публично заявил: «народы стран социализма очень хотят мира». Во время тура он познакомился с Фейт Бэндлер, которая интересовалась судьбой австралийских аборигенов. Робсон потребовал от австралийского правительства предоставить аборигенам гражданство и равные права. Он подверг критике мнение об аборигенах как неискушённых и необразованных, и заявил: «нет такого понятия, как отсталый человек, есть только общество, которое говорит, что они отсталые».

### 1961—1963: Ухудшение здоровья
Вернувшись в Лондон, Робсон планировал вернуться в Соединённые Штаты, где надеялся возобновить участие в движении за гражданские права чернокожих в США. Эсланда Робсон настаивала на том, чтобы остаться в Лондоне, опасаясь, что Поля «убьют», если он вернётся, и он «не сможет заработать никаких денег» из-за преследований со стороны правительства США.
В 1961 году Робсон снова отправился с концертом в Москву. Во время вечеринки в московском отеле, он заперся в своей спальне и попытался покончить жизнь самоубийством, перерезав себе запястья. Три дня спустя, находясь под наблюдением советских врачей, Робсон сказал своему сыну, что испытывал крайнюю паранойю, думал, что стены комнаты движутся, и, охваченный сильным чувством пустоты и депрессии, попытался покончить с собой. Поль Робсон младший считал, что проблемы со здоровьем его отца были вызваны попытками ЦРУ и MI5 «нейтрализовать» его отца. Он вспомнил, что его отец испытывал подобные страхи перед операцией на предстательной железе. Робсон младший сказал, что три врача, лечившие Робсона в Лондоне и Нью-Йорке, были подрядчиками ЦРУ, и что симптомы его отца были вызваны тем, что «его разум был дезориентирован в рамках секретной программы МК-УЛЬТРА». Мартин Дуберман писал, что нарушение здоровья Робсона, могло быть вызвано сочетанием факторов, включая эмоциональный и физический стресс, биполярное расстройство, истощение организма, проблемы с кровообращением и сердцем. Робсон оставался на лечении в санатории в Барвихе до сентября 1961 года, прежде чем вернулся в Лондон. Через три дня после возвращения в Лондон, проезжая мимо советского посольства, он перенёс приступ паники, и вскоре снова попытался совершить самоубийство. Робсон был госпитализирован в больницу «Priory», где прошёл курс электросудорожной терапии (ЭСТ) и в течение двух лет получал большие дозы лекарств, без сопутствующей психотерапии. Во время лечения в «Priory» Робсон находился под наблюдением британской службы MI5. В августе 1963 года семья Робсона перевела его в клинику «Buch» в Восточном Берлине, беспокоясь о его здоровье. Поль прошёл курс психотерапии, ему значительно сократили количество лекарств, но он ещё оставался «совершенно безынициативным». Врачи выразили «сомнение и гнев» по поводу «высокого уровня барбитуратов и ЭСТ», которые применялись в Лондоне. Робсон быстро поправился, хотя его врач подчеркнул, что «то немногое, что осталось от здоровья Поля, нужно сохранить».

### 1963—1976: Прекращение активной публичной деятельности

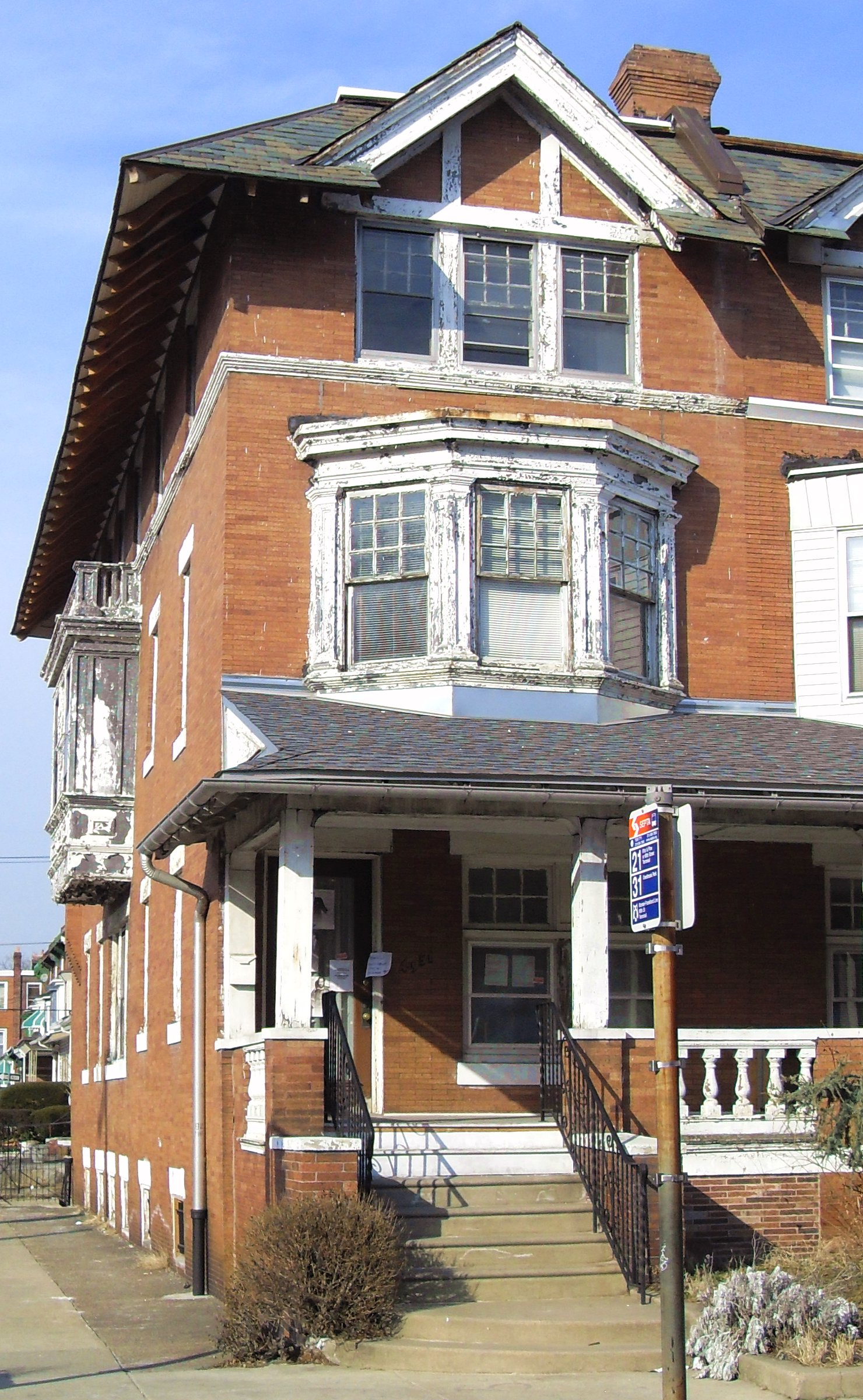
Дом сестры Поля Робсона в Филадельфии

В 1963 году Робсон вернулся в Соединённые Штаты и всю оставшуюся жизнь прожил в уединении. Он сделал несколько крупных публичных выступлений в поддержку движения за гражданские права чернокожих в США, прежде чем серьёзно заболел. Двойная пневмония и закупорка почек в 1965 году чуть не убили его.
Байард Растин и Джеймс Фармер связались с Робсоном, чтобы пригласить его участвовать в основных движениях за гражданские права. Из-за прошлых антикоммунистических позиций Растина, Робсон отказался встретиться с ним.
В декабре 1965 года после смерти Эсланды Робсон переехал к семье своего сына в Нью-Йорк. Робсон младший отвечал на вопросы прессы, что «здоровье его отца не позволяет ему выступать или отвечать на вопросы». В 1968 году Робсон поселился в доме своей сестры в Филадельфии. В течение следующих нескольких лет в честь Робсона проводились многочисленные торжества, но он мало разговаривал и делал мало заявлений, кроме посланий в поддержку нынешних гражданских прав и международных движений, чувствуя, что его послужной список «говорит сам за себя». 15 апреля 1973 года на торжественном мероприятии в Карнеги-холле собралось 3000 человек, чтобы отпраздновать 75-летие Поля Робсона. Робсон был слишком болен, чтобы присутствовать там, но записал своё последнее обращение на магнитофонную плёнку:
Хотя я в течение нескольких лет не мог заниматься общественной деятельностью, я хочу, чтобы вы знали, что я по-прежнему предан борьбе за свободу, мир и братство людей на земле. 
Здесь, у себя на родине, я непрестанно думаю о борьбе негритянского населения США за полное освобождение от расистского господства и за завоевание не только гражданских, но и социальных прав для всех чёрных американцев и других национальных меньшинств страны. 
Я приветствую движение народов Африки, Латинской Америки и Азии за освобождение колониального гнёта. Их вдохновляет и многому учит пример героического вьетнамского народа, снова давшего отпор империалистическому агрессору.
Вместе со всеми защитниками мира — народами социалистических стран и передовыми людьми всех других государств — я радуюсь тому, что движение за мирное сосуществование достигло серьёзных успехов, и что сторонникам «холодной войны» и политикам «сдерживания» пришлось «отступить».

### 1976: Смерть и похороны
28 декабря 1975 года Робсона доставили в больницу в тяжёлом состоянии. 23 января 1976 года Робсон умер в Филадельфии в возрасте 77 лет из-за осложнений после инсульта. Его похоронили рядом с его женой Эсландой на Фернклиффком кладбище в Нью-Йорке.

## Наследие и память
В начале своей жизни Робсон являлся одним из самых влиятельных участников Гарлемского ренессанса. Его достижения в спорте и культуре были ещё более невероятными, учитывая расистские барьеры, которые ему приходилось преодолевать. Благодаря Робсону спиричуэлс вошли в основу американской музыки. С 1925 по 1961 год Робсон записал и выпустил около 276 различных песен, многие из которых были записаны в нескольких вариациях. Робсон пел более чем на 20 языках, и его репертуар охватывал многие музыкальные стили: американу, традиционную поп-музыку, классическую музыку, европейские народные песни, политические песни, поэзию и устные отрывки из пьес. Его театральные постановки были признаны первыми, демонстрирующими достоинство чернокожих актёров и гордость за африканское наследие, и он стал одним из первых артистов, отказавшихся выступать в живую для сегрегированной публики. Робсон связал свою собственную жизнь и историю не только со своими согражданами-американцами и своим народом на юге, но и со всеми народами Африки и её диаспорой, жизнь которых в основном определялась теми же процессами, которые привели его предков в Америку. Робсон покинул Австралию как уважаемая, хотя и неоднозначная фигура, и его поддержка за права аборигенов оказала огромное влияние на Австралию в течение следующего десятилетия.
В 1972 году Государственный университет Пенсильвании официально учредил культурный центр на территории университетского городка. Преподаватели и сотрудники решили назвать центр в честь Поля Робсона, человека, чьи достижения, преданность делу и приверженность в области интеллектуального развития, физического совершенства, гуманитарного духа и артистических достижений должны были служить образцом для всех студентов колледжа. В 1976 году многоквартирный дом на Эджкомб-авеню в районе Вашингтон-Хайтс на Манхэттене, где жил Робсон в начале 1940-х годов, официально переименовали в резиденцию Поля Робсона и объявили Национальным историческим памятником. 9 апреля 1978 года в честь Поля Робсона улица Штольпиш-штрассе в районе Пренцлауэр-Берг в Восточном Берлине была переименована в Поль-Робсон-штрассе. Также одна из улиц в Сомервилле штата Нью-Джерси называется бульваром Поля Робсона.

В 1978 году ТАСС объявил, что Латвийское морское пароходство назвало один из своих новых танкеров в честь Поля Робсона. Также на борту танкера создали музей Робсона. В 1995 году Робсон был включён в Зал славы студенческого футбола. В столетний юбилей со дня его рождения, который отмечался во всем мире, он был удостоен пожизненной премии Грэмми, а также звезды на Голливудской Аллее Славы. Робсон также был внесён в список зала славы американского театра. В 1998 году именем Робсона было названо общежитие школы восточных и африканских исследований. А в 2006 году там же была открыта мемориальная доска в его честь. В Западной Филадельфии средняя школа, названная именем Поля Робсона, в 2019 году получила премию US News & World Report в номинации «Лучшие средние школы в Пенсильвании». 

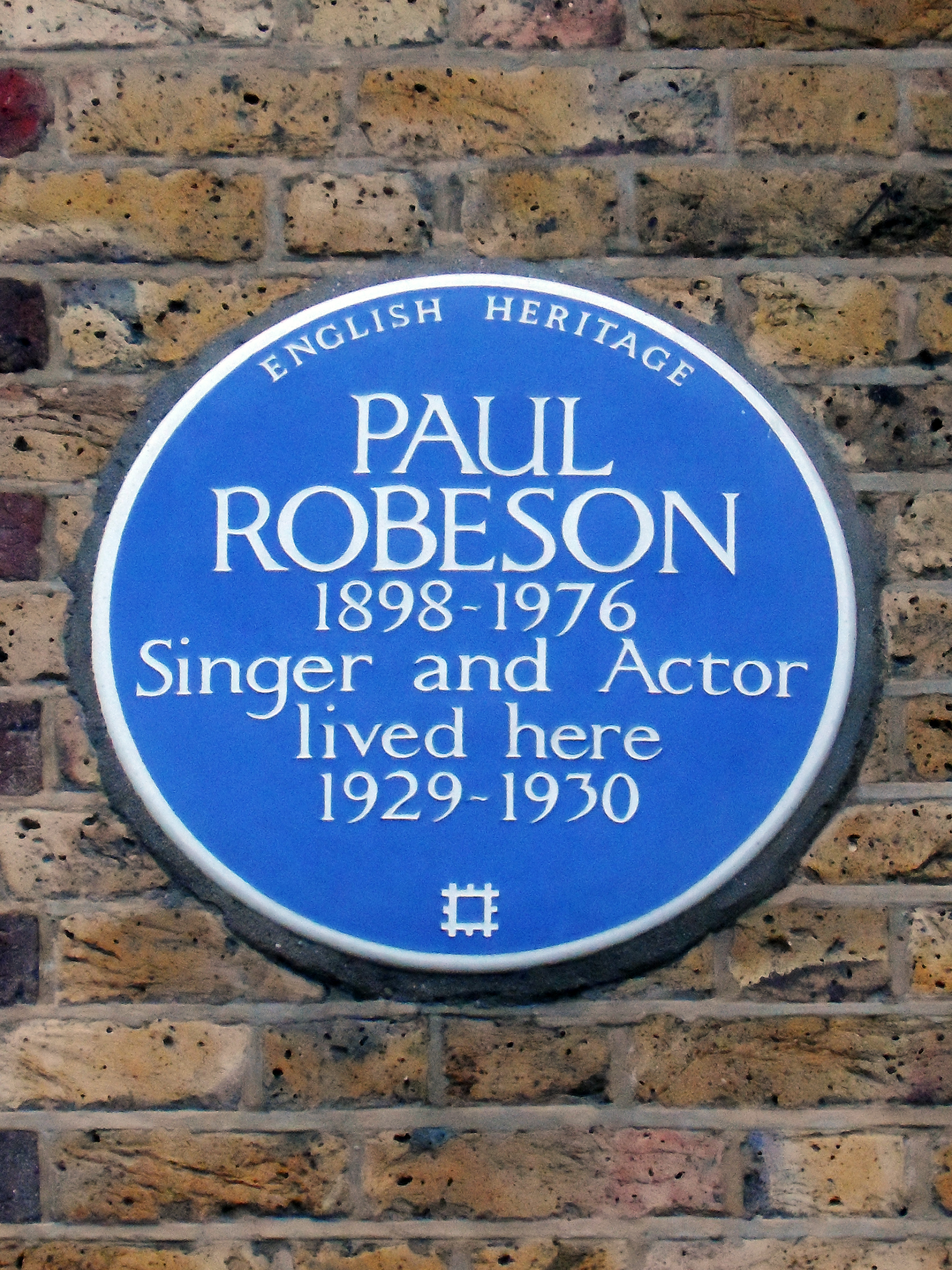
Памятная табличка на доме, в котором жил Поль Робсон

В 2002 году организация «English Heritage» открыла синюю табличку на доме в Хампстеде, где Робсон жил в 1929—1930 годах.
В 2004 году почтовая служба США выпустила марку в честь Робсона. В 2007 году компания Criterion Collection, специализирующаяся на выпуске коллекционных изданий классических и современных фильмов, выпустила DVD с фильмами, в которых снимался Робсон. В 2009 году он был включён в Зал славы Нью-Джерси. В честь Робсона назвали несколько учреждений Ратгерского университета: библиотека в Камдене, кампусный центр в Ньюарке и культурный центр в Нью-Брансуике.
Также было открыто несколько архивов Поля Робсона, которые содержат материалы, полученные от него или о нём; рукописи, переписки, литература, а также звукозаписи и видеозаписи. Архивы Робсона существуют в Берлинской академии искусств, в Говардском университете и в Шомбургском центре исследований в области афроамериканской культуры. В 2010 году внучка Поля Робсона Сьюзан запустила проект вместе с университетом Суонси и Национальной ассамблеей Уэльса по созданию учебного онлайн-ресурса в память о своём дедушке.
По состоянию на 2011 год спектакль «Отелло» с Робсоном в главной роли был самой продолжительной постановкой пьесы Шекспира, когда-либо поставленной на Бродвее. За эту работу он получил премию Дональдсона за лучшую актёрскую игру в 1944 году. Его «Отелло» был охарактеризован Майклом Моррисоном в 2011 году, как кульминация шекспировского театра 20-го века. Фильм «Поль Робсон: Чествование артиста» получил премию Оскар за лучший короткометражный документальный фильм в 1980 году.
12 апреля 2019 года в честь 100-летия выпуска Робсона из университета Ратгерса в его честь была названа площадь под открытым небом. Площадь рядом с Voorhees Mall кампуса Ратгерса в Нью-Брансуике, имеет восемь чёрных гранитных панелей с деталями жизни Робсона. Также 6 марта 2019 года улица Commercial Avenue была переименована в бульвар Поля Робсона.

### Награды
В 1943 году Робсон получил медаль Авраама Линкольна за выдающиеся заслуги в области человеческих отношений. Также в 1943 году Поль Робсон был первым оратором в Морхаузе и получил почётную степень доктора гуманитарных наук в знак признания его образцовых достижений. В 1944 году получил золотую медаль Американской академии искусств и наук за лучшую дикцию в американском театре. В 1945 году Робсон получил медаль Спингарна от Национальной ассоциации содействия прогрессу цветного населения. В 1950 году Робсон был удостоен международной премии Мира, а 22 декабря 1952 года Международной Сталинской премии «За укрепление мира между народами». В 1958 году ему было присвоено почётное звание профессора Московской консерватории. В 1973 году университет Ратгерса присвоил Полю Робсону звание почётного доктора гуманитарных наук за его достижения в качестве учёного, спортсмена, певца, актёра и активиста. В 1978 году усилия Робсона по ликвидации апартеида в Южной Африке были посмертно вознаграждены Генеральной Ассамблеей ООН.

### В массовой культуре
В 1954 году курдский поэт Абдулла Горан написал стихотворение «Призыв к Полю Робсону» («Bangêk bo Pol Ropsin»). В том же году другой курдский поэт, Сигерксвин, также написал о нём стихотворение «Товарищ Поль Робсон» («Heval Pol Robson»), которое было положено на музыку певцом Шиваном Первером в 1976 году.
В альбоме «Home of the Brave» группы Black 47 была включена песня с названием «Paul Robeson (Born to Be Free)», в тексте которой присутствуют фразы, сказанные Робсоном. Эти цитаты взяты из показаний Робсона в Комитете по расследованию антиамериканской деятельности в июне 1956 года. В 2001 году валлийская рок-группа Manic Street Preachers выпустила песню под названием «Let Robeson Sing» в честь Поля Робсона, которая заняла 19-е место в хит-параде Великобритании.
В январе 1978 года Джеймс Эрл Джонс исполнил на Бродвее моноспектакль «Поль Робсон», написанный Филиппом Хейсом Дином. По этой сценической драме был снят телевизионный фильм в 1979 году, с Джонсом в главной роли, режиссёром которого стал Ллойд Ричардс. В 2007 году на фестивале Edinburgh Festival Fringe писатель Тайо Алуко, представил свой персональный спектакль «Call Mr. Robeson: A Life with Songs», который с тех пор гастролирует по разным странам.
Роман Тома Роба Смита «Агент 6» (2012) включает персонажа Джесси Остина, «чернокожего певца, политического активиста и сторонника коммунистов, смоделированного по образу реального актёра-активиста Поля Робсона». Робсон также появляется в короткометражных художественных произведениях, опубликованных в литературных онлайн-журналах «Maple Tree Literary Supplement» и «Every Day Fiction».
В ноябре 2014 года сообщалось, что следующим фильмом режиссёра Стива Маккуина станет биографический фильм о Поле Робсоне. По состоянию на 2021 год фильм по-прежнему ещё снят не был.
7 сентября 2019 пьеса Филиппа Хейса Дина «Поль Робсон» стала первой постановкой предстоящего сезона театральной труппы Crossroads, а также первой пьесой Crossroads в новом центре исполнительских искусств Нью-Брансуика.

## Фильмография
| Год  |     | Русское название   | Оригинальное название  | Роль                                                         |
| ---- | --- | ------------------ | ---------------------- | ------------------------------------------------------------ |
| 1925 | ф   | Тело и душа        | Body and Soul          | Преподобный Исайя Дженкинс, брат Исайи Дженкинса — Сильвестр |
| 1926 | кор | Дама с камелиями   | Camille                | Александр Дюма (сын)                                         |
| 1930 | ф   | Граница            | Borderline             | Пит                                                          |
| 1933 | ф   | Император Джонс    | The Emperor Jones      | Брут Джонс                                                   |
| 1935 | ф   | Сандерс с реки     | Sanders of the River   | Босамбо                                                      |
| 1936 | ф   | Плавучий театр     | Show Boat              | Джо                                                          |
| 1936 | ф   | Песнь о свободе    | Song of Freedom        | Джон Зинга                                                   |
| 1937 | ф   | Большая шишка      | Big Fella              | Джо                                                          |
| 1937 | ф   | Джерико            | Jericho                | Джерико Джексон                                              |
| 1937 | ф   | Копи царя Соломона | King Solomon's Mines   | Умбопа                                                       |
| 1938 | кор | Песни Мадрида      | Canciones de Madrid    | камео                                                        |
| 1940 | ф   | Гордая долина      | The Proud Valley       | Дэвид Голиаф                                                 |
| 1942 | ф   | Родная земля       | Native Land            | рассказчик                                                   |
| 1942 | ф   | Сказки Манхэттена  | Tales of Manhattan     | Люк                                                          |
| 1954 | док | Песня великих рек  | The Song of the Rivers | рассказчик, певец                                            |

### Комментарии
1. ↑  Робсон познакомился с Фефером и Михоэлсом в 1943 году во время поездки представителей Еврейского антифашистского комитета по США
2. ↑  В номере Робсона была установлена прослушка МГБ, поэтому вслух велась беседа на посторонние малозначащие темы, основные сведения передавались записками и жестами[210].
3. ↑  12 августа 1952 года Ицик Фефер был расстрелян вместе с другими деятелями еврейской культуры (см. Дело Еврейского антифашистского комитета).

### Сноски
1. ↑  Find a Grave (англ.) — 1996.
2. ↑  Более корректная передача имени — Пол.
3. ↑  Робсон Поль // Большая советская энциклопедия : [в 30 т.] / гл. ред.  А. М. Прохоров. — 3-е изд. — М. : Советская энциклопедия, 1969—1978.
4. ↑  Зимянин, 1985, с. 5.
5. ↑  Duberman, 1989, pp. 4—5.
6. ↑  Boyle, 2005, pp. 10—12.
7. ↑  Nollen, 2010, p. 7.
8. ↑  Boyle, 2005, pp. 5—6.
9. ↑  Brown, 1997, p. 21.
10. ↑  Duberman, 1989, p. 12.
11. ↑  Robeson in Depth (англ.). Bayarearobeson (1 декабря 2001). Дата обращения: 28 марта 2021. Архивировано из оригинала 1 декабря 2001 года.
12. ↑  Robeson, 2001, p. 11.
13. ↑  Duberman, 1989, pp. 9—10.
14. ↑  Paul Robeson- high School years (англ.). Scc.rutgers.edu (24 декабря 2001). Дата обращения: 28 марта 2021. Архивировано из оригинала 24 декабря 2001 года.
15. ↑  Зимянин, 1985, с. 18.
16. ↑  Boyle, 2005, pp. 34—36.
17. ↑  Brown, 1997, pp. 46—47.
18. ↑  Carroll, 1992, p. 58.
19. ↑  Зимянин, 1985, с. 25.
20. ↑  Duberman, 1989, p. 19.
21. ↑  Boyle, 2005, pp. 45—49.
22. ↑  Robeson, 2001, pp. 22—23.
23. 1 2  A Pioneer Like No Other (англ.). Rutgers Magazine. Дата обращения: 5 февраля 2021. Архивировано 18 декабря 2019 года.
24. ↑  Jennings, Paul (Part 2). oralhistory.rutgers.edu. Дата обращения: 4 февраля 2021. Архивировано 8 февраля 2021 года.
25. 1 2  John Simkin. Paul Robeson (англ.) (сентябрь 1997). Дата обращения: 6 марта 2021. Архивировано 7 января 2021 года.
26. 1 2  Brendan Brightman. Paul Robeson’s life, once scorned, is now celebrated by Rutgers for his graduation’s centennial (англ.) (9 апреля 2019). Дата обращения: 6 марта 2021. Архивировано 10 апреля 2019 года.
27. 1 2 3  Rich Shea. Paul Robeson: All-Around Excellence (англ.) (9 апреля 2019). Дата обращения: 6 марта 2021. Архивировано 9 февраля 2021 года.
28. ↑  Our History | Rutgers University. timeline.rutgers.edu. Дата обращения: 5 февраля 2021. Архивировано 24 февраля 2021 года.
29. ↑  Pitt, 1972, p. 42.
30. ↑  The Crisis Publishing Company Inc. The Crisis. — The Crisis Publishing Company, Inc., 1918-03. — 52 с.
31. ↑  Зимянин, 1985, с. 31.
32. 1 2  Robeson, 2001, p. 33.
33. ↑  Boyle, 2005, pp. 68—69.
34. ↑  Jacqueline Durban. Radical Honey: Paul Robeson ~ Singing Across the Line. Radical Honey (13 апреля 2018). Дата обращения: 5 февраля 2021. Архивировано 13 февраля 2021 года.
35. ↑  Robeson, 2001, p. 35.
36. 1 2 3  Paul Robeson – Paul Robeson Cultural Center (англ.). Дата обращения: 6 марта 2021. Архивировано 8 февраля 2021 года.
37. 1 2  About Paul Robeson — Paul Robeson at Rutgers (англ.). Дата обращения: 6 марта 2021. Архивировано 18 января 2021 года.
38. ↑  Record-Journal. news.google.com. Дата обращения: 6 февраля 2021. Архивировано 5 марта 2022 года.
39. ↑  Phi Beta Kappa Society :: Phi Beta Kappa Society (англ.). Pbk.org (3 января 2012). Дата обращения: 28 марта 2021. Архивировано из оригинала 3 января 2012 года.
40. ↑  "Artists have choices, I choose to stand with my people": Paul Robeson's Story (англ.). Historic America. Дата обращения: 6 февраля 2021.
41. ↑  Зимянин, 1985, с. 35.
42. ↑  Celebrating the Life of Paul Robeson (англ.). www.rutgers.edu. Дата обращения: 6 февраля 2021. Архивировано 13 февраля 2021 года.
43. ↑  Paul Leroy Robeson, Class of 1919 Valedictorian. sas.rutgers.edu. Дата обращения: 6 февраля 2021. Архивировано 4 августа 2020 года.
44. ↑  Martin Duberman. Paul Robeson: A Biography. — Open Road Media, 2014-08-12. — 571 с. — ISBN 978-1-4976-3536-4.
45. ↑  Joseph Dorinson, William Pencak. Paul Robeson: Essays on His Life and Legacy. — McFarland, 2015-11-16. — 233 с. — ISBN 978-1-4766-0458-9.
46. ↑  Brown, 1997, p. 107.
47. ↑  Robeson, Paul (англ.). Social Welfare History Project (7 апреля 2014). Дата обращения: 7 февраля 2021.
48. 1 2  Boyle, 2005, p. 82.
49. ↑  Fraternity and Chapter History (англ.). Alpha Phi Alpha Fraternity, Inc., Alpha Gamma Lambda Chapter. Дата обращения: 7 февраля 2021. Архивировано 10 февраля 2020 года.
50. ↑  History – Alpha Phi Alpha Fraternity, Inc. – Alpha Epsilon Chapter (англ.). Дата обращения: 7 февраля 2021. Архивировано 26 июля 2021 года.
51. ↑  Зимянин, 1985, с. 42.
52. ↑  Paul Robeson | Encyclopedia.com. www.encyclopedia.com. Дата обращения: 7 февраля 2021. Архивировано 19 января 2021 года.
53. ↑  Charlie Horner. Review of Shuffle Along and the Saga of the Four Harmony Kings: Group Harmony Pioneers (англ.). Classic Urban Harmony (10 мая 2016). Дата обращения: 7 февраля 2021. Архивировано 13 ноября 2020 года.
54. ↑  Зимянин, 1985, с. 48.
55. ↑  Зимянин, 1985, с. 49.
56. ↑  Ridgely Torrence. Granny Maumee, The rider of dreams, Simon the Cyrenian; plays for a Negro theater. — New York, The Macmillan company, 1917. — 134 с.
57. 1 2  Paul Robeson. Columbia Daily Spectator. Дата обращения: 7 февраля 2021. Архивировано 29 мая 2015 года.
58. ↑  Зимянин, 1985, с. 55.
59. ↑  Robeson, 2001, pp. 50—52.
60. ↑  Paul Robeson's Pro Football Career. www.raritan-online.com. Дата обращения: 7 февраля 2021. Архивировано 16 ноября 2020 года.
61. ↑  The Ivy Influence: Paul Robeson (англ.). ivyleague.com. Дата обращения: 7 февраля 2021. Архивировано 11 января 2020 года.
62. ↑  Зимянин, 1985, с. 60.
63. ↑  Humanities, National Endowment for the (5 апреля 1922). The evening world. [volume] (New York, N.Y.) 1887-1931, April 05, 1922, Final Edition, Image 24. Архивировано 3 февраля 2021. Дата обращения: 8 февраля 2021.
64. ↑  Humanities, National Endowment for the (5 апреля 1922). New-York tribune. [volume] (New York [N.Y.]) 1866-1924, April 05, 1922, Image 10. p. 10. Архивировано 28 июля 2020. Дата обращения: 8 февраля 2021.
65. ↑  The Broadway League. Shuffle Along [1921] – Broadway Musical – Original | IBDB (англ.). www.ibdb.com. Дата обращения: 8 февраля 2021. Архивировано 21 января 2021 года.
66. ↑  Paulson, Michael (23 июня 2016). 'Shuffle Along' Decides It Can't Go on Without Audra McDonald (Published 2016). The New York Times. Архивировано 24 апреля 2021. Дата обращения: 8 февраля 2021.
67. ↑  Janice C. Simpson. “Broadway Superheroes” Unite to Tell the Story of Shuffle Along (англ.). Playbill (Wed Mar 16 00:00:00 EDT 2016). Дата обращения: 8 февраля 2021. Архивировано 17 марта 2016 года.
68. 1 2  Alex Ritman. Steve McQueen Says Paul Robeson Was «the Renaissance Man» of the 20th Century (англ.). The Hollywood Reporter (11 ноября 2016). Дата обращения: 6 марта 2021. Архивировано 12 февраля 2021 года.
69. ↑  Зимянин, 1985, с. 62.
70. ↑  Brown, 1997, pp. 120—121.
71. 1 2  Rljones. Lawrence Brown Biography (англ.). Afrocentric Voices in "Classical" Music (15 июля 2018). Дата обращения: 8 февраля 2021. Архивировано 6 марта 2021 года.
72. ↑  Brown, 1997, p. 122.
73. ↑  Erma Henderson. Down Through The Years: The Memoirs of Detroit City Council President Emeritus Erma Henderson. — AuthorHouse, 2004-04-16. — 244 p. — ISBN 978-1-4140-7179-4. Архивировано 8 февраля 2021 года.
74. ↑  Зимянин, 1985, с. 63.
75. ↑  Bruce Eder. The Emperor Jones (англ.). The Criterion Collection. Дата обращения: 9 февраля 2021. Архивировано 14 февраля 2021 года.
76. ↑  A Controversial Play | American Experience | PBS (англ.). www.pbs.org. Дата обращения: 9 февраля 2021. Архивировано 9 февраля 2021 года.
77. ↑  The Theatre: All God's Chillun (англ.) // Time. — 1924-03-17. — ISSN 0040-781X.
78. ↑  Provincetown Playbill - Yale University Library. collections.library.yale.edu. Дата обращения: 9 февраля 2021.
79. ↑  Зимянин, 1985, с. 66—67.
80. ↑  Зимянин, 1985, с. 69.
81. ↑  Boyle, 2005, p. 123.
82. ↑  Paul Robeson: Profile, Facts and Rankings. prettyfamouspeople.com. Дата обращения: 28 января 2021. Архивировано 7 февраля 2021 года.
83. ↑  Paul Robeson Launched Career as Singer and Stage Actor after Rutgers Graduation (англ.). www.rutgers.edu. Дата обращения: 11 февраля 2021. Архивировано 16 мая 2021 года.
84. 1 2 3 4 5 6 7 8  Иванян, 2001, с. 425.
85. ↑  Nollen, 2010, pp. 18—19.
86. ↑  Robeson to Sing for Nursery Fund: Benefit to Be Given in Greenwich Village Theatre March 15. search.proquest.com. Дата обращения: 11 февраля 2021.
87. ↑  Duberman, 1989, p. 78.
88. ↑  Зимянин, 1985, с. 77—79.
89. ↑  Robeson on Victor (англ.). Search proquest (28 июля 2020). Дата обращения: 28 марта 2021. Архивировано из оригинала 28 июля 2020 года.
90. ↑  Зимянин, 1985, с. 81—82.
91. ↑  Зимянин, 1985, с. 88.
92. ↑  Duberman, 1989, pp. 98—106.
93. ↑  Boyle, 2005, p. 184.
94. ↑  Robeson, 2001, p. 143.
95. ↑  Зимянин, 1985, с. 93.
96. ↑  Зимянин, 1985, с. 96.
97. ↑  "'Show boat' pleasure-disappointment": Rogers Gives New View Says Race Talent Is Submerged; London Criticizes Robeson For Remaining With Show. search.proquest.com. Дата обращения: 11 февраля 2021.
98. ↑  Philip Dewey. Paul Robeson and the unbreakable bond he formed with the miners of Wales (англ.). WalesOnline (14 апреля 2019). Дата обращения: 11 февраля 2021. Архивировано 26 января 2021 года.
99. ↑  English Parliament Honors Paul Robeson. search.proquest.com. Дата обращения: 11 февраля 2021.
100. ↑  Robeson, 2001, p. 155.
101. ↑  Зимянин, 1985, с. 98.
102. ↑  Duberman, 1989, p. 118.
103. ↑  Duberman, 1989, pp. 126—127.
104. ↑  From our London staff. Paul Robeson shares his experience of the colour bar in London - archive, 23 October 1929 (англ.). the Guardian (23 октября 2019). Дата обращения: 15 февраля 2021. Архивировано 16 марта 2021 года.
105. ↑  Зимянин, 1985, с. 102—104.
106. ↑  Duberman, 1989, p. 123—124.
107. ↑  Duberman, 1989, p. 129—130.
108. ↑  Othello | New Jersey Digital Highway. njdigitalhighway.org. Дата обращения: 29 января 2021. Архивировано 2 февраля 2021 года.
109. ↑  Nollen, 2010, p. 59—60.
110. ↑  Robeson, 2001, p. 166.
111. ↑  Nollen, 2010, p. 29.
112. ↑  Robeson, 2001, pp. 178—182.
113. ↑  Grant, Linda (9 октября 2006). Linda Grant goes in search of the mysterious Yolande Jackson. The Guardian. Архивировано 16 мая 2021. Дата обращения: 15 февраля 2021.
114. ↑  Duberman, 1989, pp. 140—144.
115. ↑  Duberman, 1989, p. 145.
116. ↑  The Border Cities Star. news.google.com. Дата обращения: 15 февраля 2021. Архивировано 16 мая 2021 года.
117. ↑  Duberman, 1989, p. 161.
118. ↑  Зимянин, 1985, с. 109.
119. ↑  Boyle, 2005, pp. 258—259.
120. 1 2  Duberman, 1989, pp. 162—163.
121. ↑  Duberman, 1989, p. 166.
122. ↑  Robeson, 2001, pp. 195—200.
123. ↑  Зимянин, 1985, с. 110.
124. ↑  Duberman, 1989, pp. 168—169.
125. ↑  Зимянин, 1985, с. 114—115.
126. ↑  The Border Cities Star - Google News Archive Search. web.archive.org (28 июля 2020). Дата обращения: 15 февраля 2021. Архивировано 28 июля 2020 года.
127. ↑  Paul Robeson SOAS tribute with the late Tony Benn now available on YouTube | SOAS University of London (англ.). www.soas.ac.uk. Дата обращения: 28 января 2021. Архивировано 7 февраля 2021 года.
128. ↑  Paul Robeson | SOAS University of London (англ.). www.soas.ac.uk. Дата обращения: 17 февраля 2021. Архивировано 9 апреля 2021 года.
129. ↑  SOAS University of London (англ.). Twitter (10 октября 2018). Дата обращения: 17 февраля 2021. Архивировано 16 мая 2021 года.
130. ↑  Дмитрий Дебабов. Эйзенштейн встреча Робсон. Библиотека изображений "РИА Новости" (27 октября 1934). Дата обращения: 17 февраля 2021. Архивировано 16 мая 2021 года.
131. ↑  Поль Робсон | Намедни-1952. namednibook.ru. Дата обращения: 17 февраля 2021. Архивировано 16 мая 2021 года.
132. ↑  Зимянин, 1985, с. 120—121.
133. ↑  Nollen, 2010, p. 52.
134. ↑  Зимянин, 1985, с. 122—123.
135. 1 2  Nollen, 2010, p. 53.
136. ↑  Nollen, 2010, p. 45.
137. ↑  Nollen, 2010, pp. 53—55.
138. ↑  Duberman, 1989, pp. 181—182.
139. ↑  Зимянин, 1985, с. 130.
140. ↑  Lucy Fischer, Marcia Landy. Stars: The Film Reader. — Psychology Press, 2004. — 330 с. — ISBN 978-0-415-27892-8. Архивировано 16 мая 2021 года.
141. ↑  Garvey, 1991, p. 628.
142. ↑  The Crisis Publishing Company Inc. The Crisis. — The Crisis Publishing Company, Inc., 1935-08. — 32 с. Архивировано 16 мая 2021 года.
143. ↑  Robeson, 2001, pp. 280—281.
144. ↑  James, 2012, The Production and Performance Of Toussaint Louverture.
145. ↑  ; Paul Robeson, Elisabeth Welch, Esme Percy, Robert Adams.: . Song of Freedom (25 января 1937). Дата обращения: 17 февраля 2021. Архивировано 10 мая 2021 года.
146. ↑  ; Irene Dunne, Allan Jones, Charles Winninger, Paul Robeson.: . Show Boat (17 мая 1936). Дата обращения: 17 февраля 2021. Архивировано 19 февраля 2021 года.
147. ↑  Villon Films - Africa Sings (англ.). Villonfilms (22 мая 2001). Дата обращения: 28 марта 2021. Архивировано из оригинала 22 мая 2001 года.
148. ↑  ; Paul Robeson, Cedric Hardwicke, Roland Young, John Loder.: . King Solomon's Mines (26 июля 1937). Дата обращения: 17 февраля 2021. Архивировано 24 февраля 2021 года.
149. ↑  ; Paul Robeson, Elisabeth Welch, Roy Emerton, James Hayter.: . Big Fella (16 июня 1937). Дата обращения: 17 февраля 2021. Архивировано 9 мая 2021 года.
150. ↑  Зимянин, 1985, с. 131.
151. ↑  Most Popular Stars of 1937. Mercury (Hobart, Tas. : 1860 - 1954). Hobart, Tas. 12 фев 1938. p. 5. Архивировано 2020-07-28. Дата обращения: 2021-02-17. {{cite news}}: Проверьте значение даты: |date= (справка)
152. ↑  Duberman, 1989, p. 220.
153. ↑  Зимянин, 1985, с. 139.
154. ↑  Robeson, 2001, p. 292.
155. ↑  Зимянин, 1985, с. 138.
156. ↑  Nollen, 2010, p. 120.
157. ↑  Зимянин, 1985, с. 135.
158. 1 2 3 4  Duberman, 1989, The Spanish Civil War and Emergent Politics (1938–1939).
159. ↑  Paul Robeson | Rutas Culturales (англ.). Comunitat Valenciana (30 октября 2016). Дата обращения: 28 марта 2021. Архивировано из оригинала 30 октября 2016 года.
160. ↑  Зимянин, 1985, с. 140.
161. ↑  Зимянин, 1985, с. 142—143.
162. ↑  Зимянин, 1985, с. 144.
163. ↑  Duberman, 1989, p. 223.
164. ↑  Nollen, 2010, p. 122.
165. ↑  Зимянин, 1985, с. 140—141.
166. ↑  Daren Salter. Council on African Affairs (1942-1955) (англ.). Дата обращения: 29 января 2021. Архивировано 26 января 2021 года.
167. ↑  Duberman, 1989, The World at War (1940–1942).
168. 1 2  Зимянин, 1985, с. 146—147.
169. ↑  Bourne Stephen. The Proud Valley (англ.). Edinburgh film guild (3 февраля 2012). Дата обращения: 28 марта 2021. Архивировано из оригинала 3 февраля 2012 года.
170. ↑  Entertainer Paul Robeson sings to laborers working at the racially integrated Moore shipyards in Oakland, California | Picture This. picturethis.museumca.org. Дата обращения: 16 марта 2021. Архивировано 22 апреля 2021 года.
171. ↑  Singer Paul Robeson was banned at the University of Minnesota during the Cold War. Star Tribune. Дата обращения: 20 февраля 2021. Архивировано 24 февраля 2021 года.
172. ↑  Duberman, 1989, pp. 236—238.
173. ↑  Peter Dreier. We Are Long Overdue for a Paul Robeson Revival. Los Angeles Review of Books. Дата обращения: 20 февраля 2021. Архивировано 2 марта 2021 года.
174. ↑  Native Land (1942) | UCLA Film & Television Archive. www.cinema.ucla.edu. Дата обращения: 21 февраля 2021. Архивировано 19 января 2021 года.
175. ↑  Nollen, 2010, pp. 137—139.
176. ↑  Paul Robeson: the singer and activist who pioneered a path for black actors (англ.). British Film Institute. Дата обращения: 21 февраля 2021. Архивировано 16 мая 2021 года.
177. ↑  Зимянин, 1985, с. 161.
178. ↑  Зимянин, 1985, с. 154.
179. ↑  Duberman, 1989, pp. 259—261.
180. ↑  Othello - Broadway Play - 1943 (англ.). IBDB. Дата обращения: 21 февраля 2021. Архивировано 13 февраля 2021 года.
181. ↑  Зимянин, 1985, с. 161—163.
182. ↑  Chris Lamb. How baseball's first commissioner led a conspiracy of silence to preserve baseball's color line (англ.). The Conversation. Дата обращения: 21 февраля 2021. Архивировано 14 января 2021 года.
183. ↑  Pietrusza, 1998, pp. 425—426.
184. ↑  Duberman, 1989, pp. 296—297.
185. ↑  Judy Yung, Gordon H. Chang, H. Mark Lai. Chinese American Voices: From the Gold Rush to the Present. — University of California Press, 2006. — 485 с. — ISBN 978-0-520-24309-5. Архивировано 16 мая 2021 года.
186. 1 2  Liang Luo 羅靚. International Avant-Garde and the Chinese National Anthem (англ.). Архивировано 16 мая 2021 года.
187. ↑  June 14, 2015 Anonymous Reply. Uline Arena photos (англ.). BYT // Brightest Young Things (17 октября 2016). Дата обращения: 23 февраля 2021. Архивировано 16 мая 2021 года.
188. ↑  Civil Rights Tour: Recreation - Uline Arena and E.B. Henderson - Third and M Streets NE (англ.). DC Historic Sites. Дата обращения: 23 февраля 2021. Архивировано 16 мая 2021 года.
189. ↑  Pittsburgh Post-Gazette. news.google.com. Дата обращения: 23 февраля 2021. Архивировано 16 мая 2021 года.
190. ↑  Зимянин, 1985, с. 174.
191. ↑  Duberman, 1989, p. 307.
192. ↑  Русская Германия | 2013 | 8 | Великий американский певец Пол Робсон. www.rg-rb.de. Дата обращения: 23 февраля 2021. Архивировано 16 мая 2021 года.
193. 1 2  Зимянин, 1985, с. 176.
194. ↑  Duberman, 1989, Postwar Politics (1945–1946).
195. ↑  Ed Diaz. Revels Cayton (1907-1995) • (англ.) (12 февраля 2007). Дата обращения: 23 февраля 2021. Архивировано 21 февраля 2021 года.
196. ↑  Duberman, 1989, pp. 249—250.
197. ↑  Duberman, 1989, p. 241.
198. ↑  Зимянин, 1985, с. 175.
199. ↑  Policing the Police: A Civil Rights Story. origins.osu.edu. Дата обращения: 23 февраля 2021. Архивировано 22 февраля 2021 года.
200. ↑  Duberman, 1989, p. 296.
201. 1 2  Paul Robeson: Artist and Activist (англ.). explorethearchive.com (6 февраля 2020). Дата обращения: 23 февраля 2021. Архивировано 25 января 2021 года.
202. 1 2  Chronology (англ.). Bayarearobeson (25 мая 2011). Дата обращения: 28 марта 2021. Архивировано из оригинала 25 мая 2011 года.
203. ↑  Зимянин, 1985, с. 180.
204. 1 2 3  archives.nypl.org -- Paul Robeson collection. archives.nypl.org. Дата обращения: 23 февраля 2021. Архивировано 1 августа 2017 года.
205. ↑  Зимянин, 1985, с. 181.
206. ↑  Duberman, 1989, pp. 326—327.
207. ↑  Зимянин, 1985, с. 185.
208. ↑   Paul Robeson Speaks! 1948 Senate Testimony
209. ↑  Robeson, 2001, p. 137.
210. 1 2  Как Поль Робсон чуть было не сорвал концерт в Москве и при чем здесь Би-би-си Архивная копия от 3 ноября 2021 на Wayback Machine, BBC, 3.11.2021
211. ↑  Duberman, 1989, pp. 352—353.
212. ↑  Зимянин, 1985, с. 183.
213. ↑  PAUL ROBESON, JNR. 1. nsarchive2.gwu.edu. Дата обращения: 23 февраля 2021. Архивировано 16 мая 2021 года.
214. ↑  Duberman, 1989, pp. 364—370.
215. ↑  Зимянин, 1985, с. 192—195.
216. ↑  Walsh, 1949, p. 689.
217. ↑  Freedomways. Paul Robeson: The Great Forerunner. — International Publishers Co, 1998. — 444 с. — ISBN 978-0-7178-0724-6. Архивировано 16 мая 2021 года.
218. ↑  Mrs. Roosevelt sees a 'misunderstanding' (Published 1950). The New York Times. 16 марта 1950. Архивировано 16 мая 2021. Дата обращения: 25 февраля 2021.
219. ↑  Matthew Wills. Why Paul Robeson Was Labelled a Psychopath (англ.). JSTOR Daily (6 февраля 2018). Дата обращения: 28 февраля 2021. Архивировано 5 марта 2021 года.
220. ↑  Зимянин, 1985, с. 198—199.
221. ↑  Зимянин, 1985, с. 198.
222. ↑  Freedomways, 1998, p. 273.
223. ↑  Freedom (англ.). Freedom. Дата обращения: 29 января 2021. Архивировано 26 января 2021 года.
224. ↑  Freedom, July-August 1955 (англ.). Freedom. Дата обращения: 25 февраля 2021. Архивировано 16 мая 2021 года.
225. ↑  The Crisis Publishing Company Inc. The Crisis. — The Crisis Publishing Company, Inc., 1951-11. — 68 с. Архивировано 16 мая 2021 года.
226. ↑  Зимянин, 1985, с. 201.
227. ↑  Зимянин, 1985, с. 202.
228. ↑  Blackpast. (1951) We charge genocide (англ.) // Blackpast. — 2011. — 15 July. Архивировано 25 февраля 2021 года.
229. ↑  We Charge Genocide - The 1951 Black Lives Matter Campaign. depts.washington.edu. Дата обращения: 25 февраля 2021. Архивировано 18 февраля 2021 года.
230. 1 2 3  Зимянин, 1985, с. 203.
231. 1 2  Paul Robeson receives Stalin Peace Prize, October 1953 (англ.). credo.library.umass.edu. Дата обращения: 25 февраля 2021. Архивировано 8 июля 2021 года.
232. ↑  The Victoria Advocate. news.google.com. Дата обращения: 25 февраля 2021. Архивировано 26 января 2021 года.
233. ↑  To You Beloved Comrade. www.marxists.org. Дата обращения: 25 февраля 2021. Архивировано 16 февраля 2021 года.
234. ↑  Robeson, 1978, pp. 236—241.
235. ↑  Robeson 1952 border concert remembered | CBC News. CBC. Архивировано 12 ноября 2020. Дата обращения: 26 февраля 2021.
236. ↑  Duberman, 1989, p. 400.
237. ↑  Duberman, 1989, p. 411.
238. ↑  Зимянин, 1985, с. 206.
239. ↑  "You Are the Un-Americans, and You Ought to be Ashamed of Yourselves": Paul Robeson Appears Before HUAC. historymatters.gmu.edu. Дата обращения: 26 февраля 2021. Архивировано 21 февраля 2021 года.
240. ↑  The Many Faces of Paul Robeson (англ.). National Archives (15 августа 2016). Дата обращения: 26 февраля 2021. Архивировано 27 февраля 2021 года.
241. 1 2 3 4 5  Nicole Steinke. Paul Robeson: the singer who fought for justice and paid with his life (англ.) (7 июня 2013). Дата обращения: 6 марта 2021. Архивировано 24 января 2021 года.
242. ↑  Robeson, 1978, pp. 3—8.
243. ↑  Will Theresa May toe party line on Desert Island Discs? (англ.). the Guardian (21 ноября 2014). Дата обращения: 28 февраля 2021. Архивировано 16 мая 2021 года.
244. ↑  Duberman, 1989, p. 437.
245. ↑  Barry Finger. Paul Robeson: A Flawed Martyr (англ.). New Politics (12 января 2012). Дата обращения: 28 марта 2021. Архивировано из оригинала 12 января 2012 года.
246. ↑  Hidden Histories of the Information Age (англ.). BBC Radio 4. Дата обращения: 26 февраля 2021. Архивировано 16 мая 2021 года.
247. ↑  Let Robeson Sing. warwick.ac.uk. Дата обращения: 26 февраля 2021. Архивировано 16 мая 2021 года.
248. ↑  Зимянин, 1985, с. 206—207.
249. ↑  Duberman, 1989, p. 458.
250. ↑  Робсон Поль//Robeson Paul | Энциклопедия km.ru. www.km.ru. Дата обращения: 28 февраля 2021. Архивировано 16 мая 2021 года.
251. ↑  Зимянин, 1985, с. 209.
252. ↑  Andrew Glass. Paul Robeson loses passport appeal, Aug. 16, 1955 (англ.). POLITICO. Дата обращения: 29 января 2021.
253. ↑  Land of the Oldest Travel Ban By Suzy Kim (англ.). Adi magazine. Дата обращения: 28 февраля 2021. Архивировано 11 марта 2021 года.
254. ↑  Duberman, 1989, p. 463.
255. ↑  Зимянин, 1985, с. 212.
256. ↑  Duberman, 1989, p. 469.
257. ↑  Duberman, 1989, p. 471.
258. 1 2  Зимянин, 1985, с. 213.
259. ↑  Robeson, 1981, p. 218.
260. 1 2  Neil Prior. Paul Robeson’s granddaughter at Ebbw Vale eisteddfod (англ.). BBC (3 августа 2010). Дата обращения: 6 марта 2021. Архивировано 5 августа 2020 года.
261. ↑  Зимянин, 1985, с. 213—214.
262. ↑  Williams, 2015, p. 76.
263. 1 2  Ann Curthoys. Paul Robeson’s visit to Australia and Aboriginal activism, 1960 // Passionate Histories  / Frances Peters-Little, Ann Curthoys, John Docker. — ANU Press, 2010. — Т. 21. — С. 163—184. — ISBN 978-1-921666-64-3. — JSTOR j.ctt24h8pk.15. Архивировано 16 мая 2021 года.
264. ↑  merrilynhope. Paul Robeson In New Zealand (англ.). My Blog (16 июля 2014). Дата обращения: 1 марта 2021. Архивировано 16 мая 2021 года.
265. ↑  Duberman, 1989, p. 489.
266. ↑  Robeson, 1978, pp. 470—471.
267. ↑  Duberman, 1989, p. 490.
268. ↑  Robeson, 2001, p. 309.
269. 1 2  Duberman, 1989, pp. 498—499.
270. ↑  Nollen, 2010, p. 180.
271. ↑  Duberman, 1989, pp. 563—564.
272. 1 2  Did the CIA Drug Paul Robeson?–a Look at the Secret Program Mk Ultra (англ.). Democracy Now!. Дата обращения: 1 марта 2021. Архивировано 13 февраля 2021 года.
273. ↑  Duberman, 1989, pp. 438—442.
274. ↑  Duberman, 1989, pp. 735—736.
275. ↑  Nollen, 2010, pp. 180—181.
276. ↑  Paul Robeson was tracked by MI5 (англ.). the Guardian (7 марта 2003). Дата обращения: 1 марта 2021. Архивировано 26 января 2021 года.
277. ↑  Nollen, 2010, p. 182.
278. 1 2  Alden Whitman. Paul Robeson Dead at 77; Singer, Actor and Activist (англ.). The New York Times (24 января 1976). Дата обращения: 6 марта 2021. Архивировано 22 февраля 2021 года.
279. ↑  Duberman, 1989, pp. 516—518.
280. 1 2  Duberman, 1989, p. 537.
281. 1 2  Зимянин, 1985, с. 216.
282. ↑  Claytee D. White. Paul Robeson (1898-1976) • (англ.) (19 января 2007). Дата обращения: 1 марта 2021. Архивировано 8 марта 2021 года.
283. ↑  Robeson, 2001, p. 346.
284. ↑  Farmer, 1998, pp. 297—298.
285. ↑  Robeson, 1981, pp. 235—237.
286. ↑  Paul Robeson House (англ.). Atlas Obscura. Дата обращения: 29 января 2021. Архивировано 23 января 2021 года.
287. ↑  Duberman, 1989, p. 516.
288. ↑  Nollen, 2010, p. 186.
289. 1 2 3  Зимянин, 1985, с. 217.
290. ↑  Duberman, 1989, p. 548.
291. ↑  Nollen, 2010, p. 187.
292. ↑  History com Editors. Harlem Renaissance (англ.). HISTORY. Дата обращения: 1 марта 2021. Архивировано 28 февраля 2021 года.
293. ↑  Charles K. Ross. Race and Sport: The Struggle for Equality on and Off the Field. — Univ. Press of Mississippi, 2004. — 252 с. — ISBN 978-1-57806-897-5. Архивировано 16 мая 2021 года.
294. ↑  Duberman, 1989, p. 81.
295. ↑  Paul Robeson Discography. www.cpsr.cs.uchicago.edu. Дата обращения: 28 января 2021. Архивировано 22 июня 2017 года.
296. ↑  How Paul Robeson found his political voice in the Welsh valleys (англ.). the Guardian (2 июля 2017). Дата обращения: 11 февраля 2021. Архивировано 11 января 2021 года.
297. ↑  Black history month in NJ: Remembers The Great Paul Robeson (англ.). www.rlsmedia.com (1 февраля 2020). Дата обращения: 28 января 2021.
298. ↑  Duberman, 1989, p. 90.
299. ↑  Von Eschen, 2014, pp. 1—2.
300. ↑  Duberman, 1989, p. 491.
301. ↑  Paul Robeson Cultural Center at PSU (англ.). PSU (18 мая 2018). Дата обращения: 3 марта 2021. Архивировано 5 марта 2021 года.
302. ↑  NPGallery Search Results (англ.). npgallery.nps.gov. Дата обращения: 2 марта 2021.
303. ↑  We Shall Overcome -- Paul Robeson Home. www.nps.gov. Дата обращения: 2 марта 2021. Архивировано 26 февраля 2021 года.
304. ↑  Paul-Robeson-Straße in 10439 Berlin Prenzlauer Berg (нем.). onlinestreet.de. Дата обращения: 3 марта 2021. Архивировано 8 марта 2018 года.
305. 1 2 3  Paul Robeson (Actor) - Overview, Biography (англ.). Celeb Networth Post. Дата обращения: 3 марта 2021.
306. ↑  Somerville History - Somerville, NJ (англ.). Somerville New Jersey (4 декабря 2016). Дата обращения: 28 марта 2021. Архивировано из оригинала 4 декабря 2016 года.
307. ↑  The Hour. news.google.com. Дата обращения: 3 марта 2021. Архивировано 28 июля 2020 года.
308. ↑  The Day. news.google.com. Дата обращения: 1 марта 2021. Архивировано 6 марта 2022 года.
309. ↑  Robeson Peace Arch Concert Anniversary. www.cpsr.cs.uchicago.edu. Дата обращения: 1 марта 2021. Архивировано 30 июня 2007 года.
310. ↑  Applebome, Peter (25 февраля 1998). From the Valley of Obscurity, Robeson's Baritone Rings Out; 22 Years After His Death, Actor-Activist Gets a Grammy (Published 1998). The New York Times. Архивировано 9 марта 2021. Дата обращения: 1 марта 2021.
311. ↑  Johnson Publishing Company. Ebony. — Johnson Publishing Company, 1998-05. — 176 с.
312. ↑  Theater Hall of Fame | The Official Website | Members | Preserve the Past • Honor the Present • Encourage the Future. www.theaterhalloffame.org. Дата обращения: 1 марта 2021. Архивировано 27 января 2012 года.
313. ↑  Paul Robeson tribute at Soas. Socialist Worker (Britain). Дата обращения: 3 марта 2021. Архивировано 16 мая 2021 года.
314. ↑  Leader. Leader: In praise of ... Paul Robeson (англ.). the Guardian (21 сентября 2006). Дата обращения: 3 марта 2021. Архивировано 26 января 2021 года.
315. ↑  Paul Robeson High School – The School District of Philadelphia (англ.). Robeson Philasd (10 марта 2018). Дата обращения: 28 марта 2021. Архивировано из оригинала 10 марта 2018 года.
316. ↑  English Heritage Unveil A Blue Plaque To Honour Paul Robeson - Untold London (англ.). Untold London (29 апреля 2014). Дата обращения: 28 марта 2021. Архивировано из оригинала 29 апреля 2014 года.
317. ↑  Nollen, 2010, p. 2.
318. ↑  African American Subjects on United States Postage Stamps - Who We Are - USPS. about.usps.com. Дата обращения: 3 марта 2021. Архивировано 27 февраля 2021 года.
319. ↑  Paul Robeson: Portraits of the Artist (англ.). The Criterion Collection. Дата обращения: 3 марта 2021. Архивировано 4 марта 2021 года.
320. ↑  Rohan Mascarenhas/The Star-Ledger. 2009 New Jersey Hall of Fame inductees welcomed at NJPAC (англ.). nj (4 мая 2009). Дата обращения: 3 марта 2021. Архивировано 5 марта 2021 года.
321. ↑  Paul Robeson Library | Rutgers University Libraries. www.libraries.rutgers.edu. Дата обращения: 3 марта 2021. Архивировано 28 сентября 2018 года.
322. ↑  Paul Robeson Campus Center | Rutgers University - Newark (англ.). www.newark.rutgers.edu. Дата обращения: 3 марта 2021. Архивировано 11 апреля 2021 года.
323. ↑  Home Page - prcc (англ.). Prcc.rutgers.edu (7 марта 2018). Дата обращения: 28 марта 2021. Архивировано из оригинала 7 марта 2018 года.
324. ↑  schwarts. Paul Robeson zu Gast Unter den Linden — Presseportal (нем.). www.hu-berlin.de. Дата обращения: 2 марта 2021. Архивировано 9 марта 2021 года.
325. ↑  Duberman, 1989, p. 557.
326. ↑  Sarah Hovde. A contract for Othello - Shakespeare & Beyond (англ.). Shakespeare and beyond (16 октября 2019). Дата обращения: 28 марта 2021. Архивировано из оригинала 16 октября 2019 года.
327. ↑  Paul Robeson as Othello (Imagination): American Treasures of the Library of Congress (англ.). American Treasures of the Library of Congress (28 апреля 2010). Дата обращения: 28 марта 2021. Архивировано из оригинала 28 апреля 2010 года.
328. ↑  Michael A. Morrison. Paul Robeson's Othello at the Savoy Theatre, 1930 (англ.) // New Theatre Quarterly. — 2011/05. — Vol. 27, iss. 2. — P. 114—140. — ISSN 0266-464X 1474-0613, 0266-464X. — doi:10.1017/S0266464X11000261. Архивировано 15 марта 2022 года.
329. ↑  The 52nd Academy Awards | 1980 (англ.). Oscars.org | Academy of Motion Picture Arts and Sciences. Дата обращения: 1 марта 2021. Архивировано 17 апреля 2018 года.
330. ↑  Rutgers dedicates plaza to Paul Robeson. amsterdamnews.com. Дата обращения: 3 марта 2021. Архивировано 13 января 2021 года.
331. ↑  Commercial Avenue Renamed for Paul Robeson (англ.). www.rutgers.edu. Дата обращения: 3 марта 2021. Архивировано 18 мая 2021 года.
332. ↑  PAUL ROBESON HONORED; Lincoln Medal Given Him by the Abraham Lincoln High School (Published 1943). The New York Times. 11 февраля 1943. Дата обращения: 3 марта 2021.
333. ↑  Freddie C. Colston. A Long Journey: Dr. Benjamin E. Mays: Speaks on the Struggle for Social Justice in America. — Xlibris Corporation, 2011-10-26. — 309 с. — ISBN 978-1-4568-4722-7.
334. ↑  Laurel Sefton MacDowell. Paul Robeson in Canada: A Border Story // Labour / Le Travail. — 2003. — Т. 51. — С. 177—221. — ISSN 0700-3862. — doi:10.2307/25149338. — JSTOR 25149338.
335. ↑  Spingarn Medal Winners: 1915 to Today | NAACP. web.archive.org (2 августа 2014). Дата обращения: 1 марта 2021. Архивировано из оригинала 2 августа 2014 года.
336. ↑  Поль Робсон | Российский государственный архив фонодокументов. xn--80afe9bwa.xn--p1ai. Дата обращения: 3 марта 2021. Архивировано 16 января 2021 года.
337. ↑  Paul Robeson | University Commencement. commencement.rutgers.edu. Дата обращения: 3 марта 2021. Архивировано 28 сентября 2020 года.
338. ↑  1978 - The O'Malley Archives. omalley.nelsonmandela.org. Дата обращения: 1 марта 2021. Архивировано 18 мая 2021 года.
339. ↑  Metin Yüksel. Solidarity without borders: The poetic tributes to Paul Robeson of Goran and Cegerxwîn (англ.) // Journal of Postcolonial Writing. — Vol. 51, iss. 5. — P. 556—573. — ISSN 1744-9855.
340. ↑  umutada. cigerxwîn / ey heval robson! (şivan perwer) (тур.). [şiirlerle şarkılarla] (19 февраля 2013). Дата обращения: 3 марта 2021. Архивировано 15 декабря 2014 года.
341. ↑  Black 47 - Paul Robeson Lyrics | MetroLyrics (англ.). www.metrolyrics.com. Дата обращения: 3 марта 2021. Архивировано 14 апреля 2019 года.
342. ↑  Eder, Richard (20 января 1978). Stage: James Earl Jones as Robeson (Published 1978). The New York Times. Архивировано 12 января 2021. Дата обращения: 3 марта 2021.
343. ↑  Weber, Bruce (23 апреля 2014). Phillip Hayes Dean, the Playwright of Divisive 'Paul Robeson,' Dies at 83 (Published 2014). The New York Times. Архивировано 4 мая 2021. Дата обращения: 3 марта 2021.
344. ↑  ; James Earl Jones, Burt Wallace.: . Paul Robeson (8 октября 1979). Дата обращения: 3 марта 2021. Архивировано 27 февраля 2021 года.
345. ↑  Call Mr. Robeson – Award-winning monodrama with songs celebrating the life and art of Paul Robeson (англ.). Дата обращения: 3 марта 2021. Архивировано 16 февраля 2021 года.
346. ↑  Facebook, Twitter, Show more sharing options, Facebook, Twitter, LinkedIn. Book review: 'Agent 6' by Tom Rob Smith (амер. англ.). Los Angeles Times (27 января 2012). Дата обращения: 3 марта 2021. Архивировано 7 марта 2021 года.
347. ↑  small world – Search Results – Every Day Fiction. everydayfiction.com. Дата обращения: 3 марта 2021. Архивировано 14 апреля 2021 года.
348. ↑  David Frank. Fiction David Frank The Robeson Connection (англ.). Celebnetworthpost. Дата обращения: 3 марта 2021. Архивировано 19 апреля 2021 года.
349. ↑  Steve McQueen to make film about Paul Robeson (англ.). the Guardian (18 ноября 2014). Дата обращения: 3 марта 2021. Архивировано 24 апреля 2021 года.
350. ↑  Steve McQueen: End Credits (англ.). The Art Institute of Chicago. Дата обращения: 3 марта 2021. Архивировано 30 октября 2020 года.
351. ↑  Crossroads Premieres Paul Robeson at NBPAC's Grand Opening, Lion King Actor to Star (англ.). www.rutgers.edu. Дата обращения: 3 марта 2021. Архивировано 11 апреля 2021 года.

### Биографии

#### На русском
- Зимянин В. М. Поль Робсон. — М.: Молодая гвардия, 1985. — 223 с. — (Жизнь замечательных людей).

#### На английском
- Boyle Sheila Tully. Paul Robeson: The Years of Promise and Achievement. — University of Massachusetts Press, 2005. — 568 p. — ISBN 978-1558495050.
- Brown Lloyd L. The Young Paul Robeson: on My Journey Now. — Westview Press, 1997. — ISBN 978-0813331782.
- Duberman Martin Bauml. Paul Robeson. — Knopf, 1989. — 800 p. — ISBN 978-0370305752.
- Nollen Scott Allen. Paul Robeson: Film Pioneer. — McFarland, 2010. — 215 p. — ISBN 978-0786435203.
- Robeson Paul. Paul Robeson Speaks: Writings, Speeches, and Interviews, a Centennial Celebration. — Citadel Press, 1978. — 623 p. — ISBN 978-0806508153.
- Robeson Paul Jr. The Undiscovered Paul Robeson, an Artist's Journey, 1898-1939. — John Wiley & Sons, 2001. — ISBN 978-0471151050.